# القصير (مصر)
القُصير، مدينة مصرية، تتبع محافظة البحر الأحمر إدراياً.

## التاريخ
منها بدأت الملكة حتشبسوت رحلتها الاستكشافية إلى بلاد بونت. كما كانت موقعا للتنقيب عن الذهب في عصور الفراعنة ، وفي القرن السادس عشر حكمها السلطان سليم الأول الذي ما يزال تمثاله موجودا في وسط المدينة، وكانت للقصير أهمية إستراتيجية حربية، واليوم تعتبر منتجعا سياحيا هادئا بشواطئها الرملية ورياضاتها المائية ومياهها الصافية وشعابها المرجانية مثل منطقة الوزر ك 40 التي تعد من أكبر تجمعات الشعب المرجانية، إضافة لذلك تشتهر المنطقة باستخراج الفوسفات. و كانت مركزا لتجمع الحجيج المسلمين القادمين من مصر والمغرب العربي والأندلس لأداء الحج.

## الآثار
توجد بالمدينة مجموعة من الآثار المسيحية والإسلامية التابعة لعهود مختلفة، فعلى سبيل المثال توجد بها قلعة بُنيت في عام 1799م ، كذلك يوجد بها ضريح الشيخ أبي الحسن الشاذلي الذي أُنشئ عام 1892 م في عهد عباس حلمي الثاني.
يوجد بالقصير آثار قبطية ورومانية في منطقة القصير القديمة شمالا في الكيلو 8، كما يوجد بها آثار إسلامية وهي القلعة وكذلك بعض البنايات التي في وسط البلد. ويربط القصير بوادي النيل طريق طوله 180 كيلو متر يمر بوادي الحمامات ويصل إلى مدينة قفط بمحافظة قنا. يوجد بهذا الوادي آثار فرعونية ترجع إلى عصر الملكة حتشبسوت ومنجم للذهب في وادي الفوأخير.

## التسمية
يُقال أنّ إطلاق اسم «القصير» على المدينة يرجع إلى أنها أقصر مسافة تربط بين صعيد مصر والبحر الأحمر، وفي الماضي كانت الطريق الوحيد الرابطة بينهما.

## معرض صور

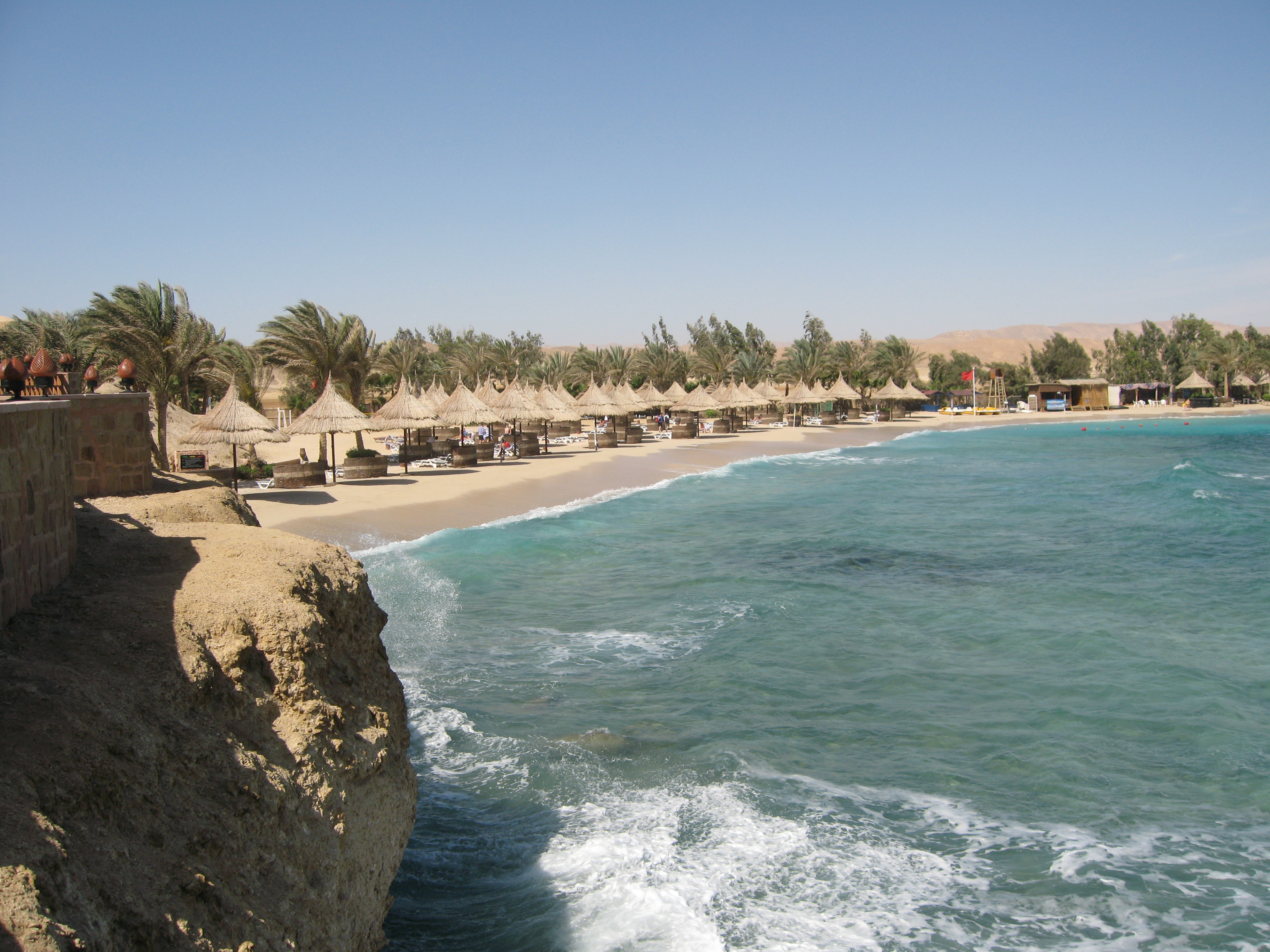
شاطئ بالقصير
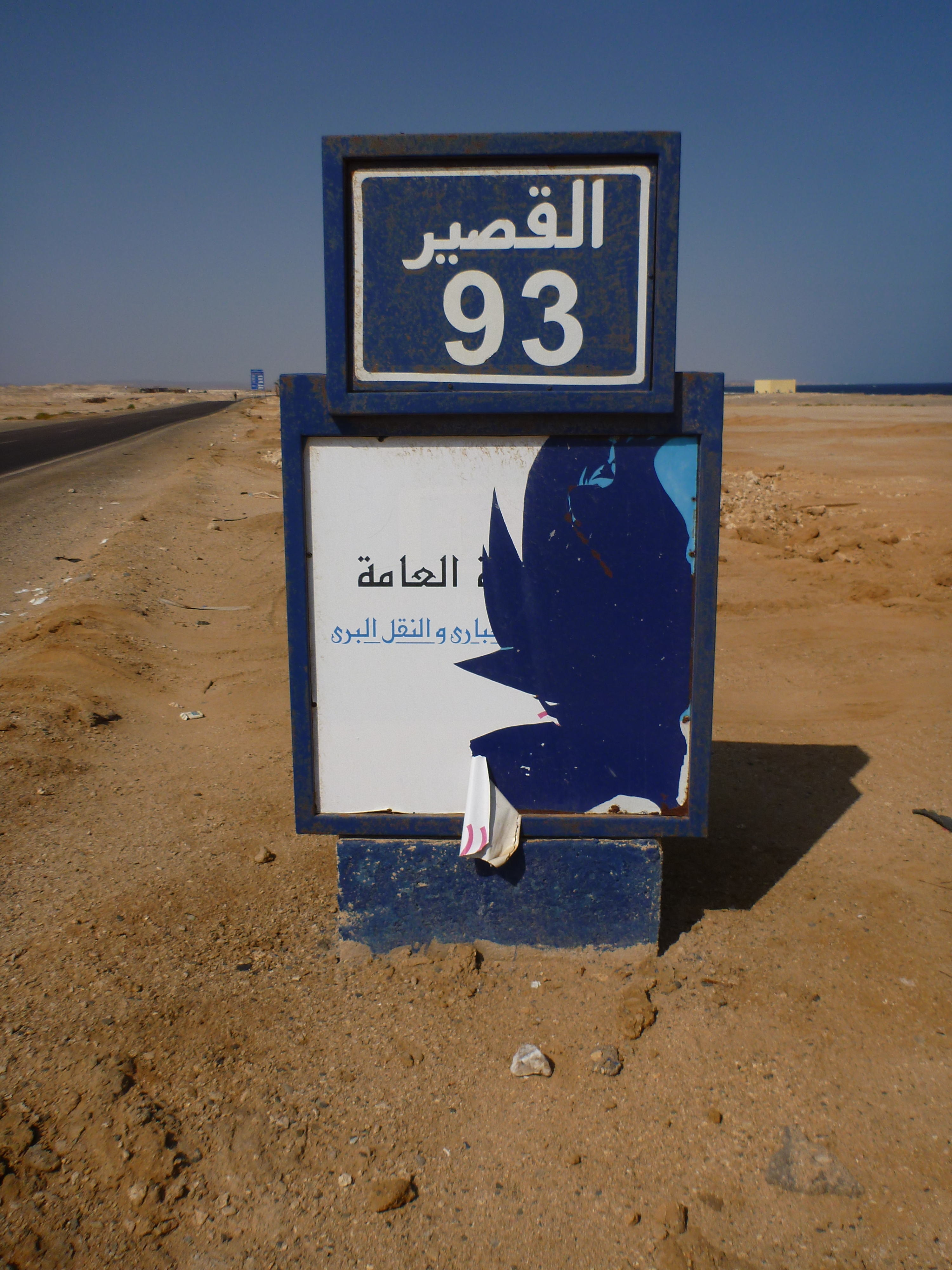
علامة إرشادية على طريق مؤدية إلى القصير
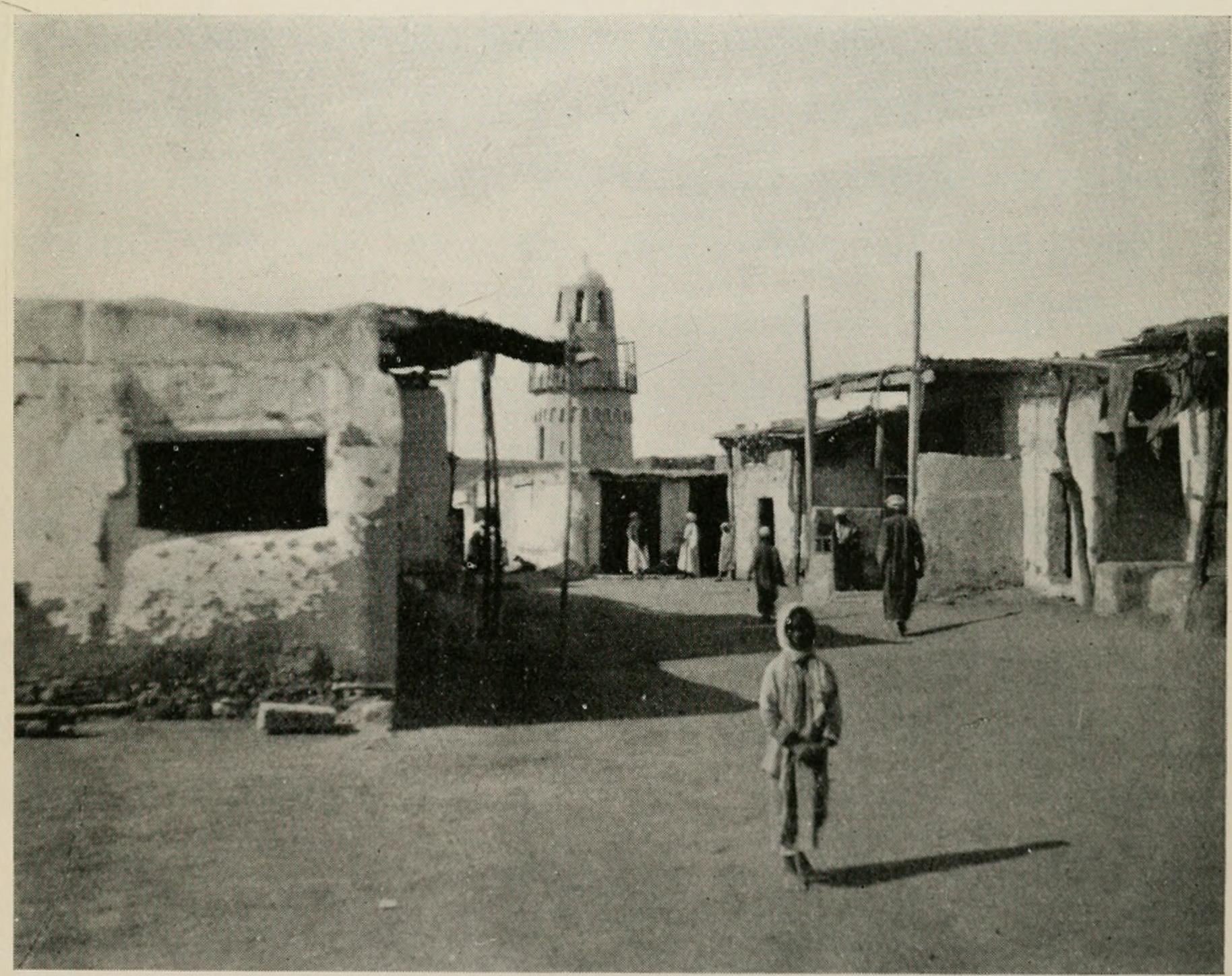
مطلع القرن العشرين
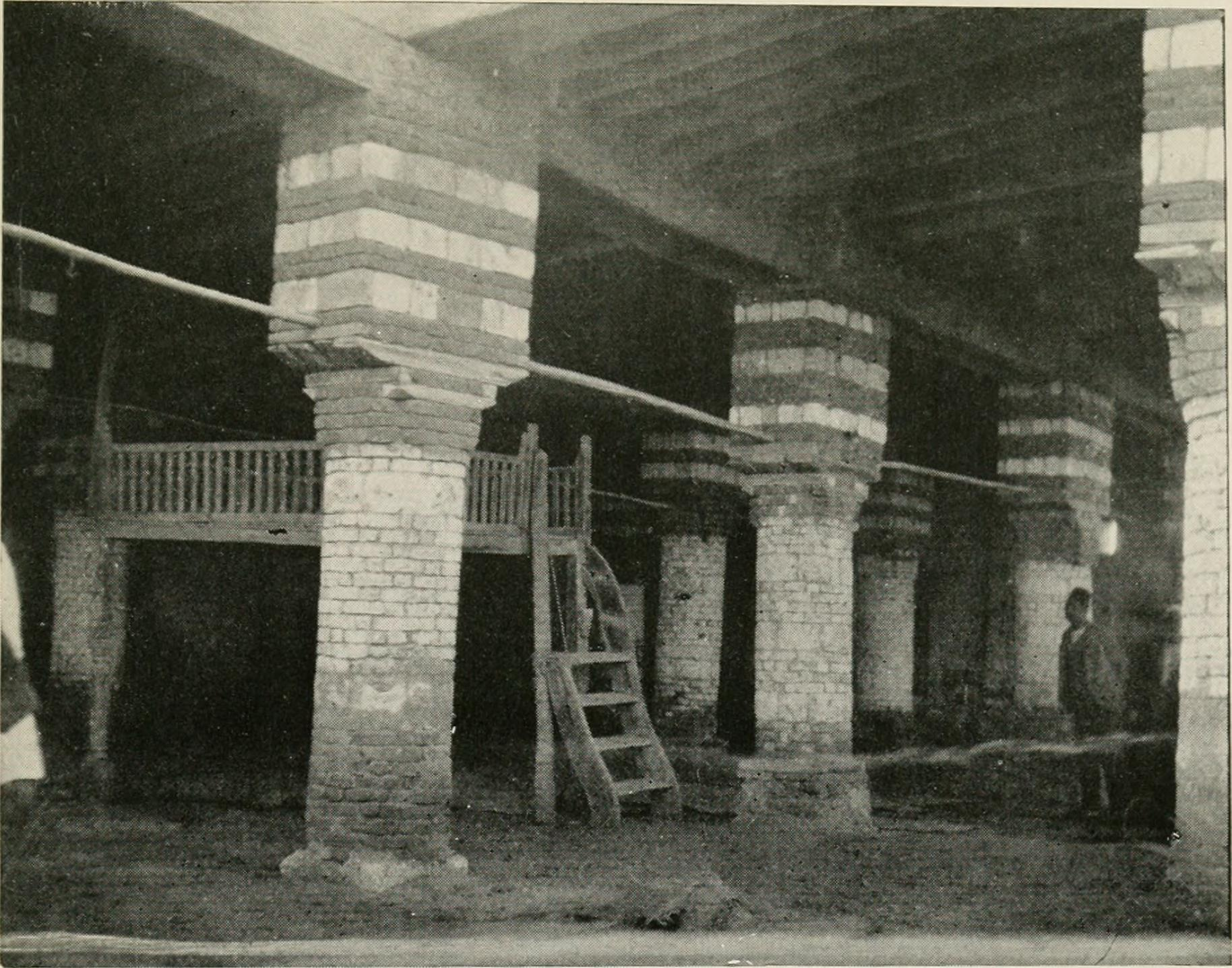
داخل المسجد
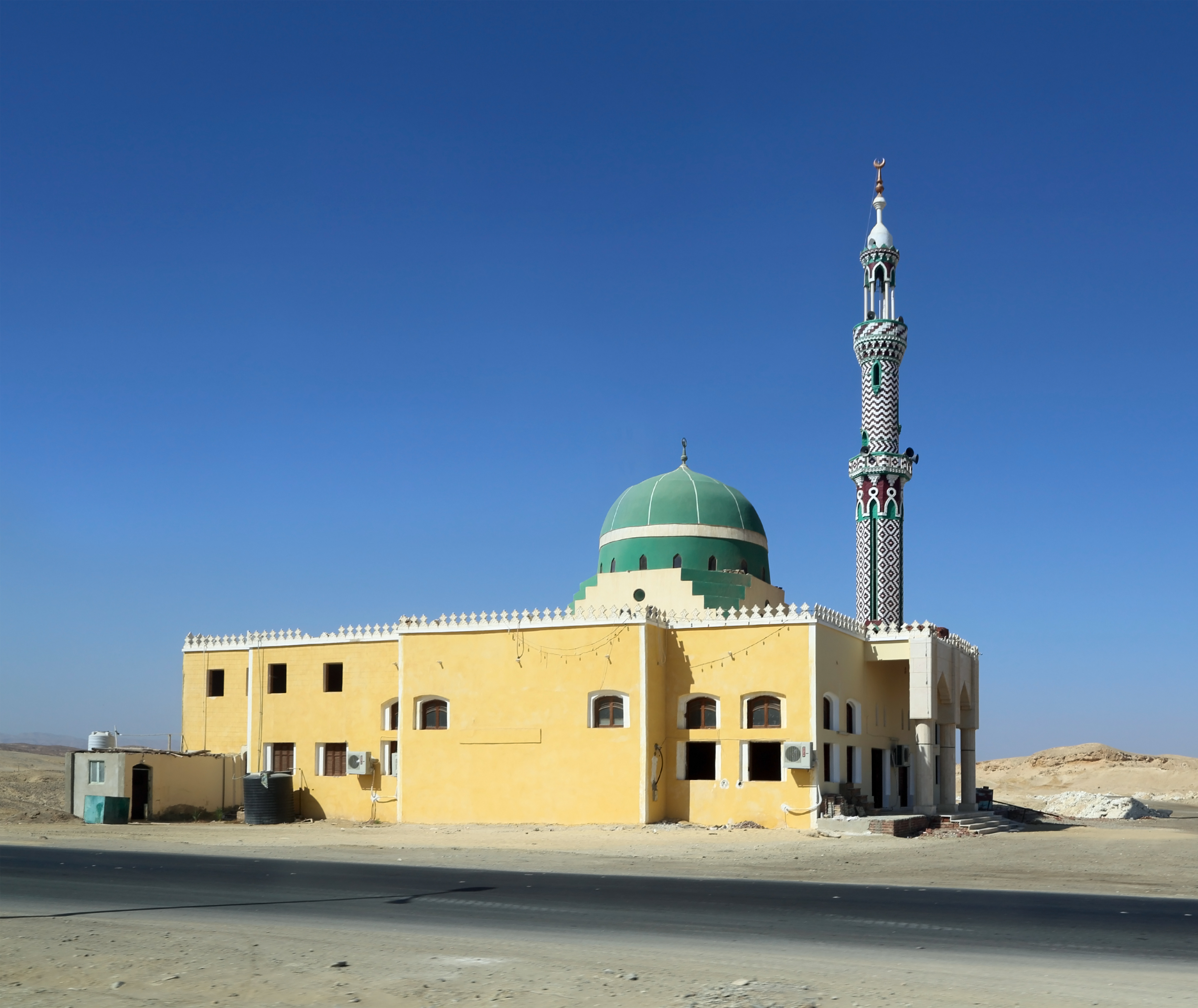
مسجد
سوق القصير في القرن 19
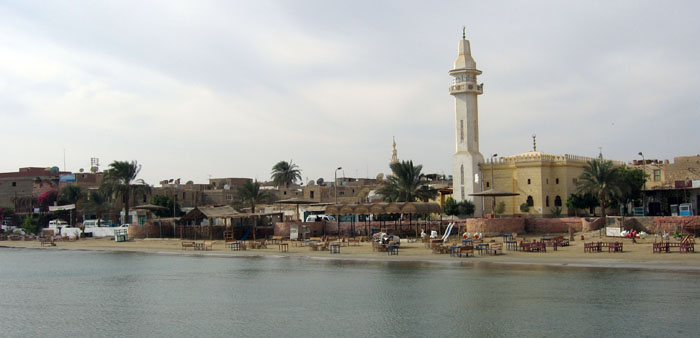
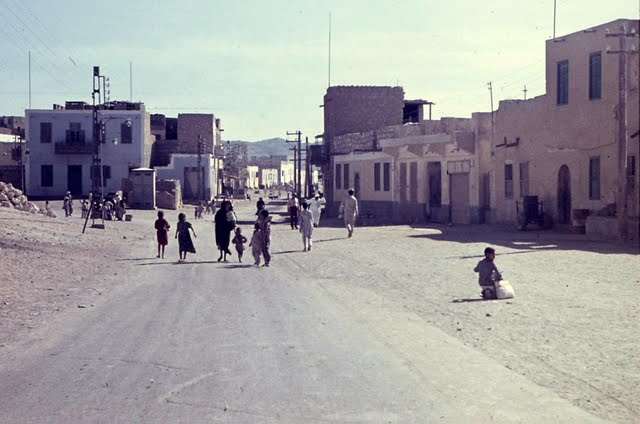
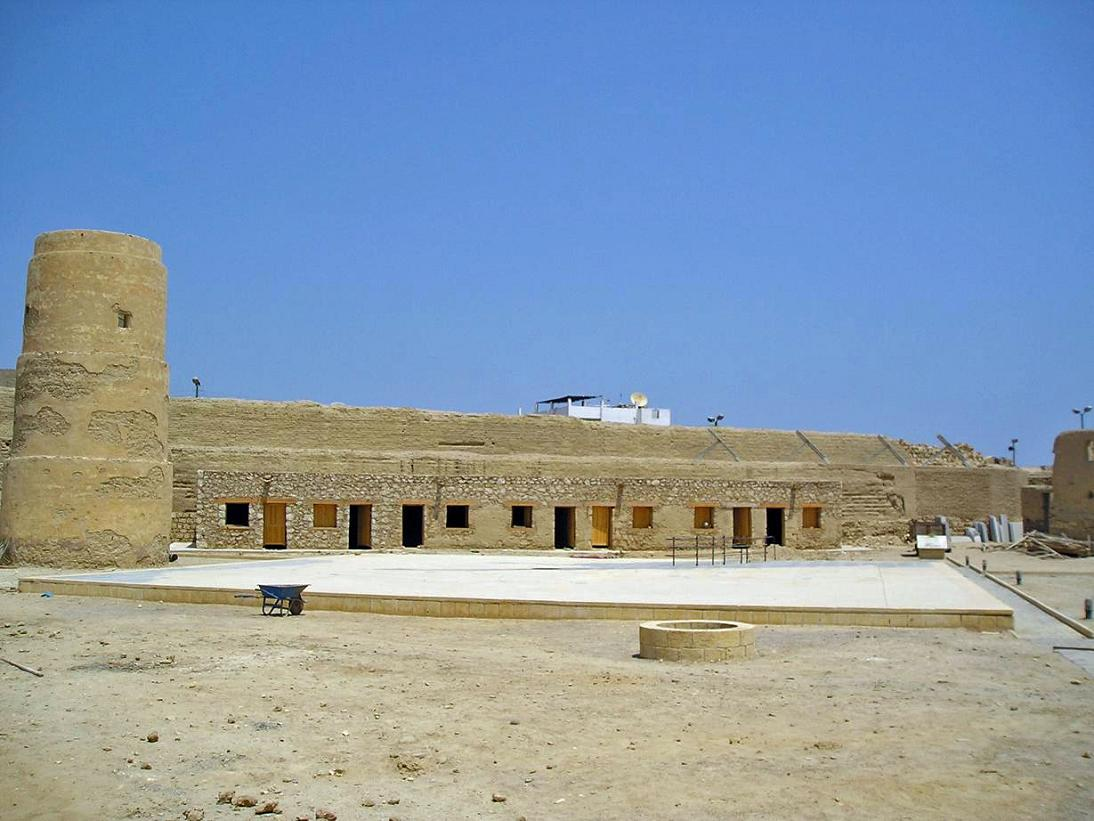
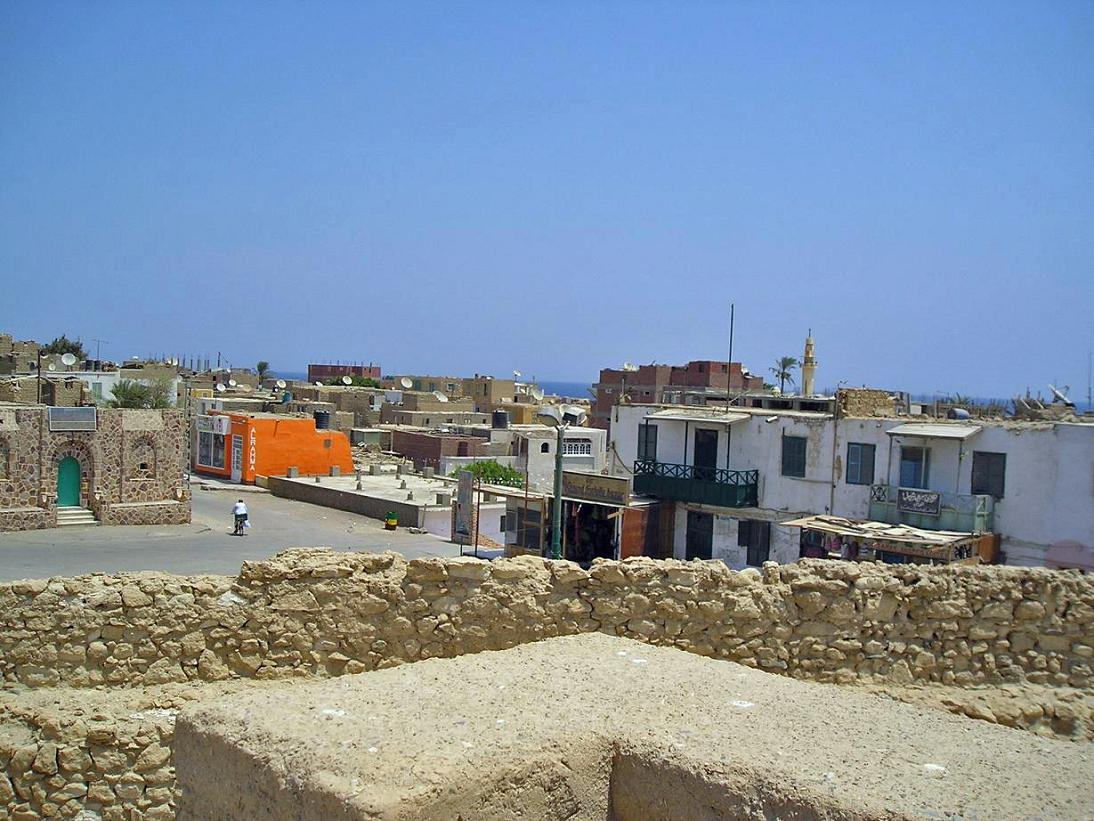
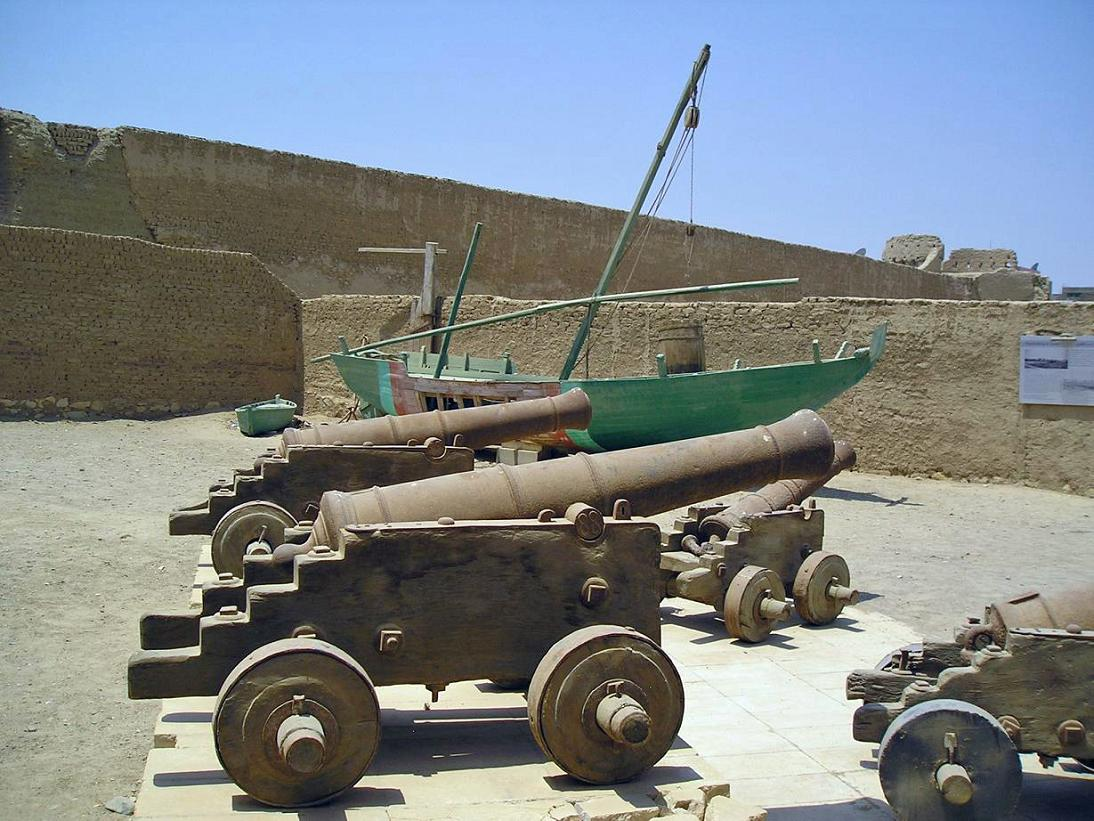
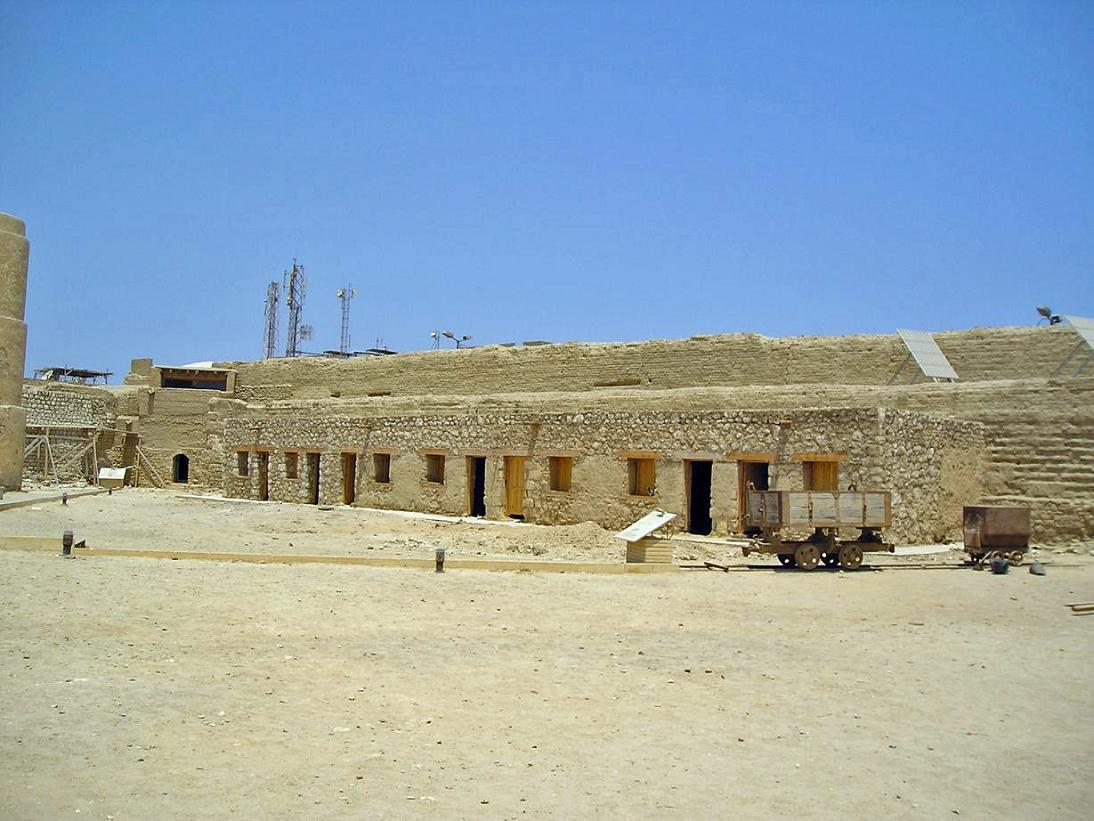
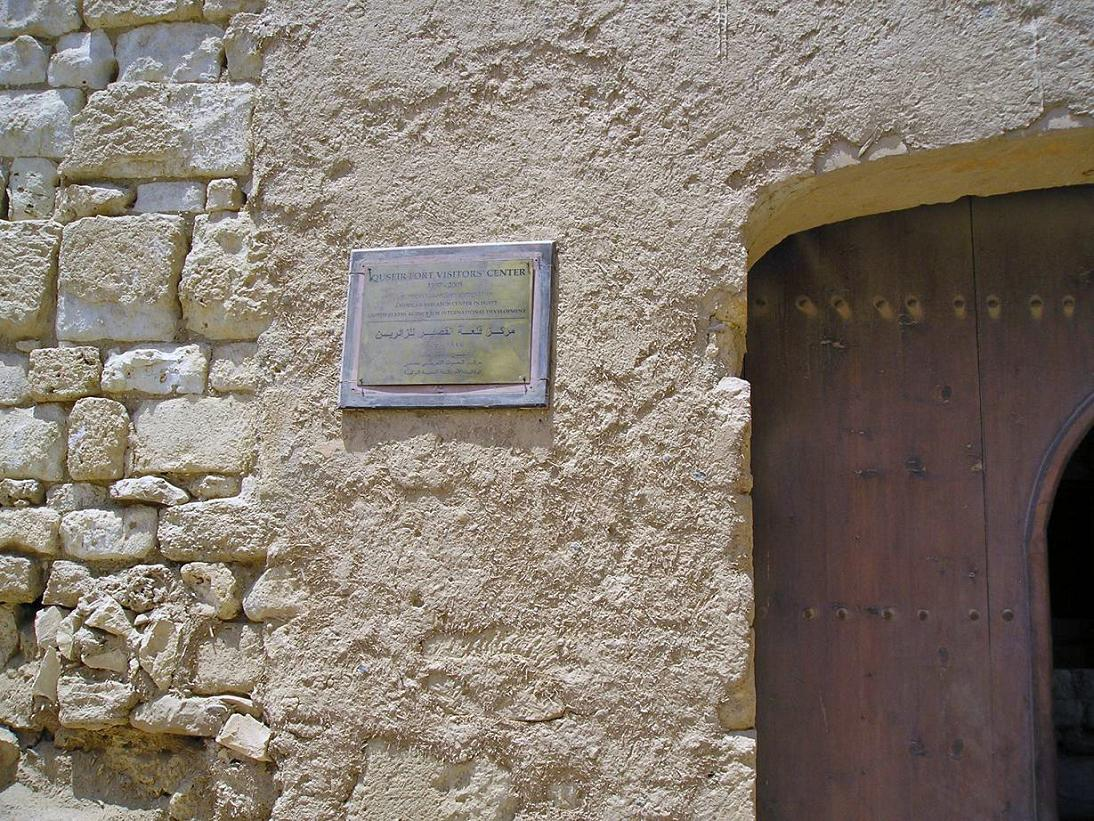
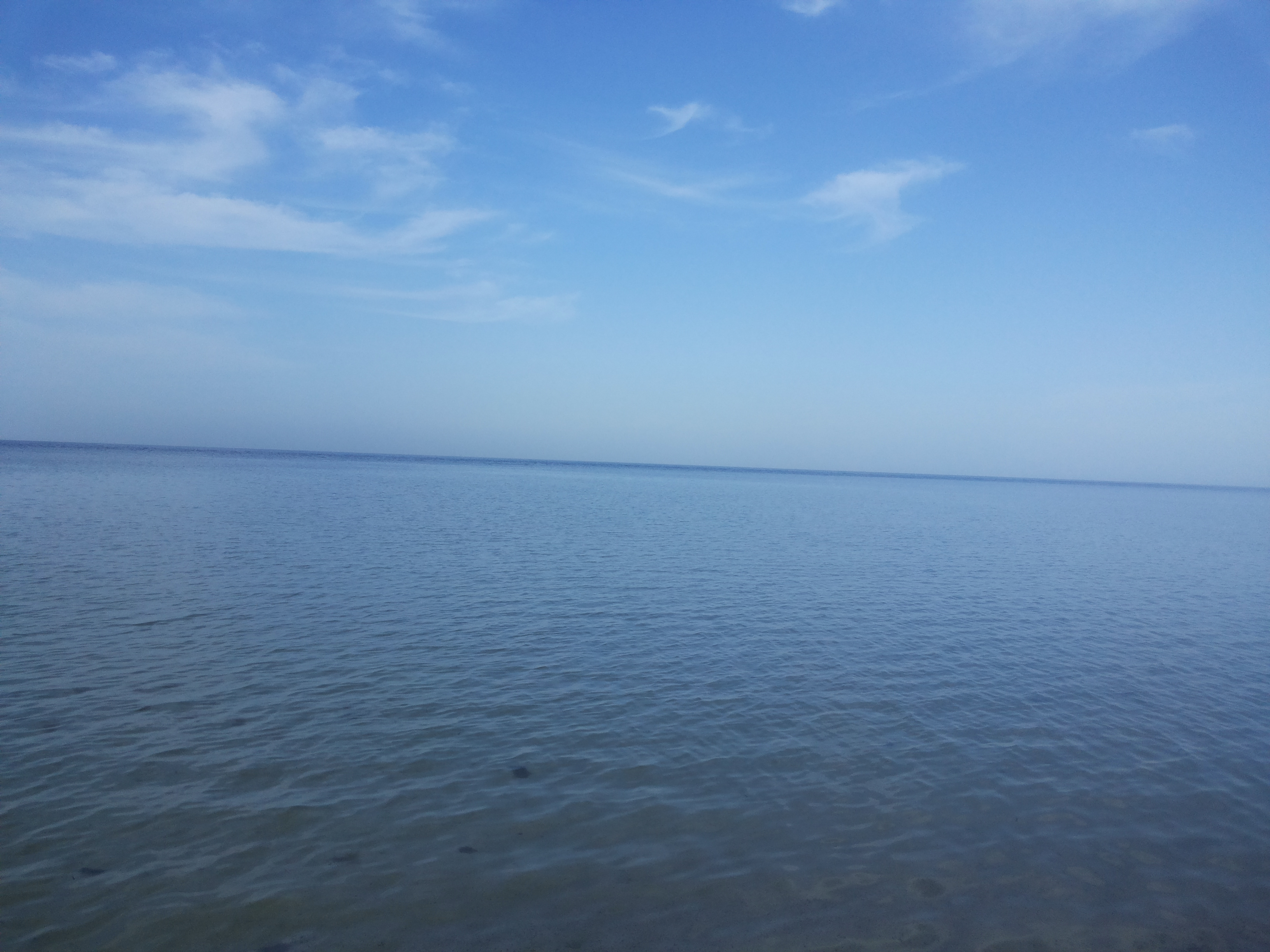
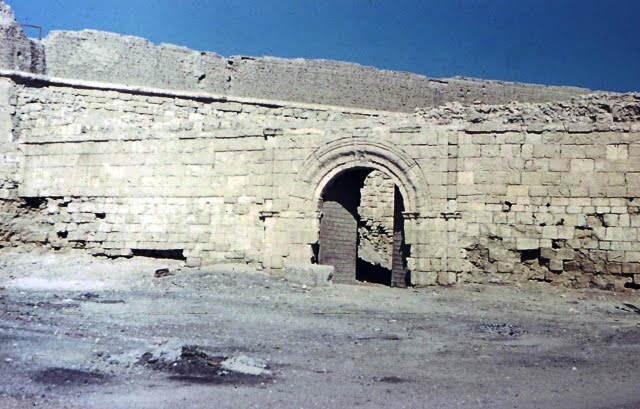
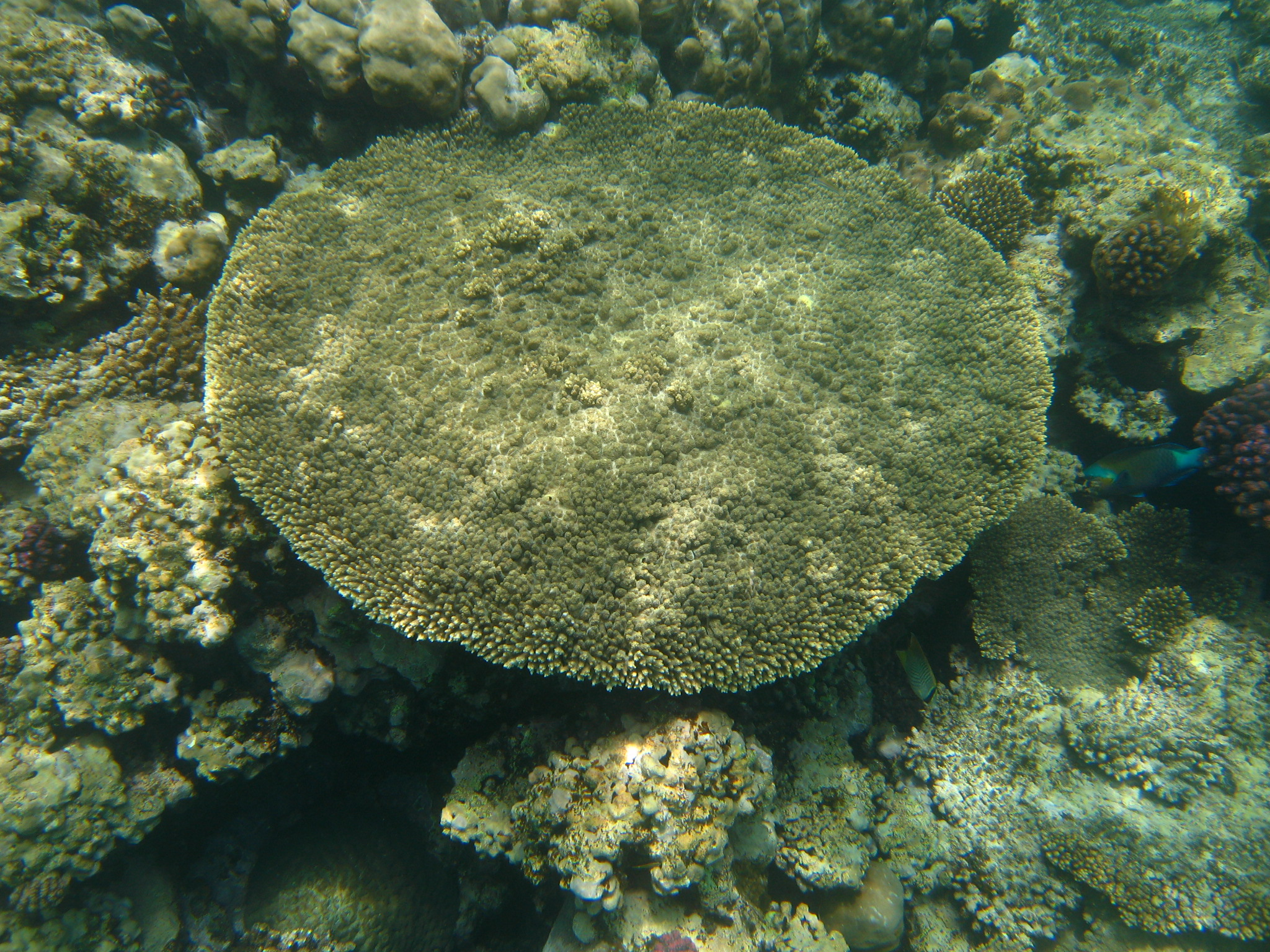
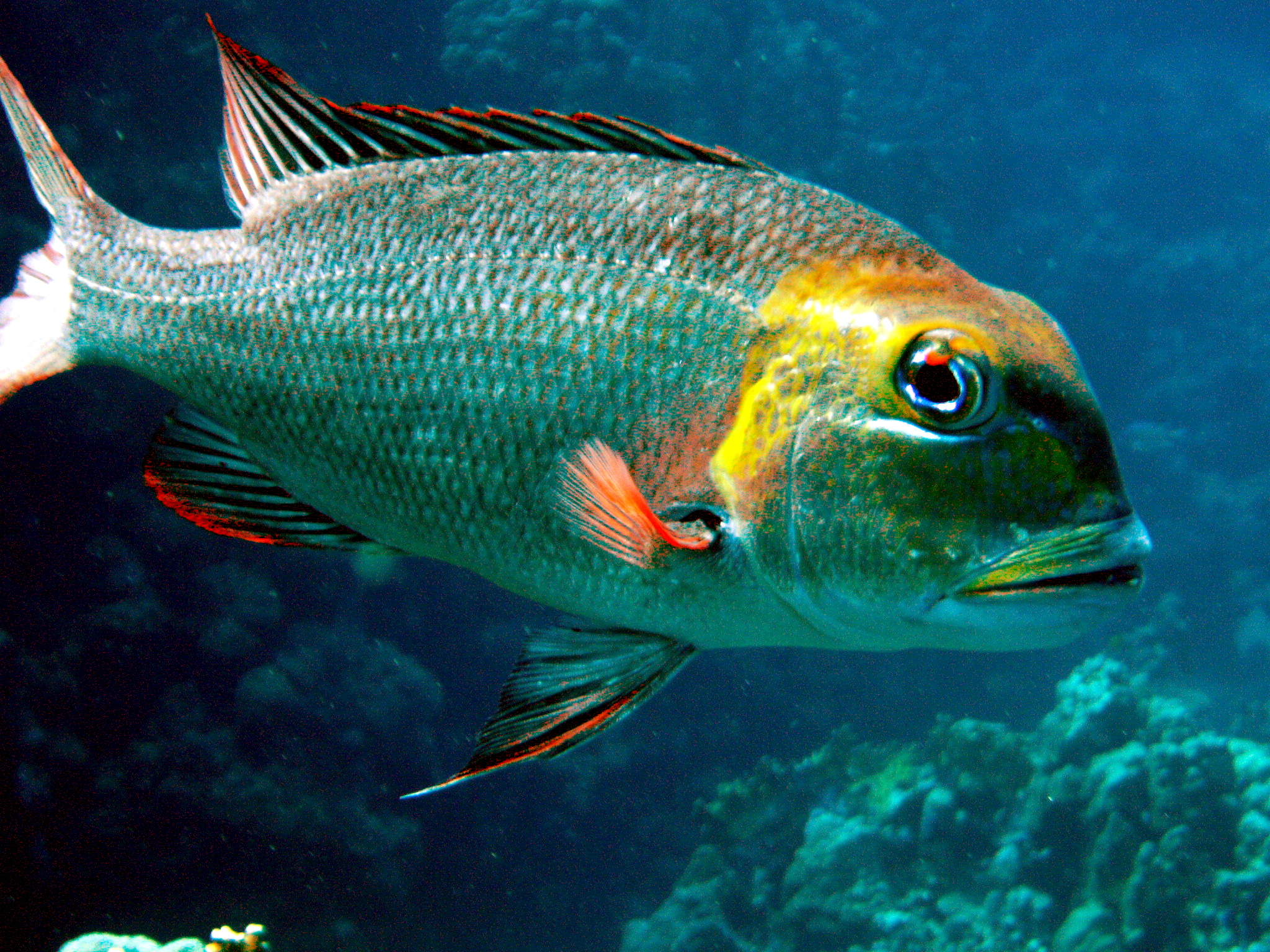
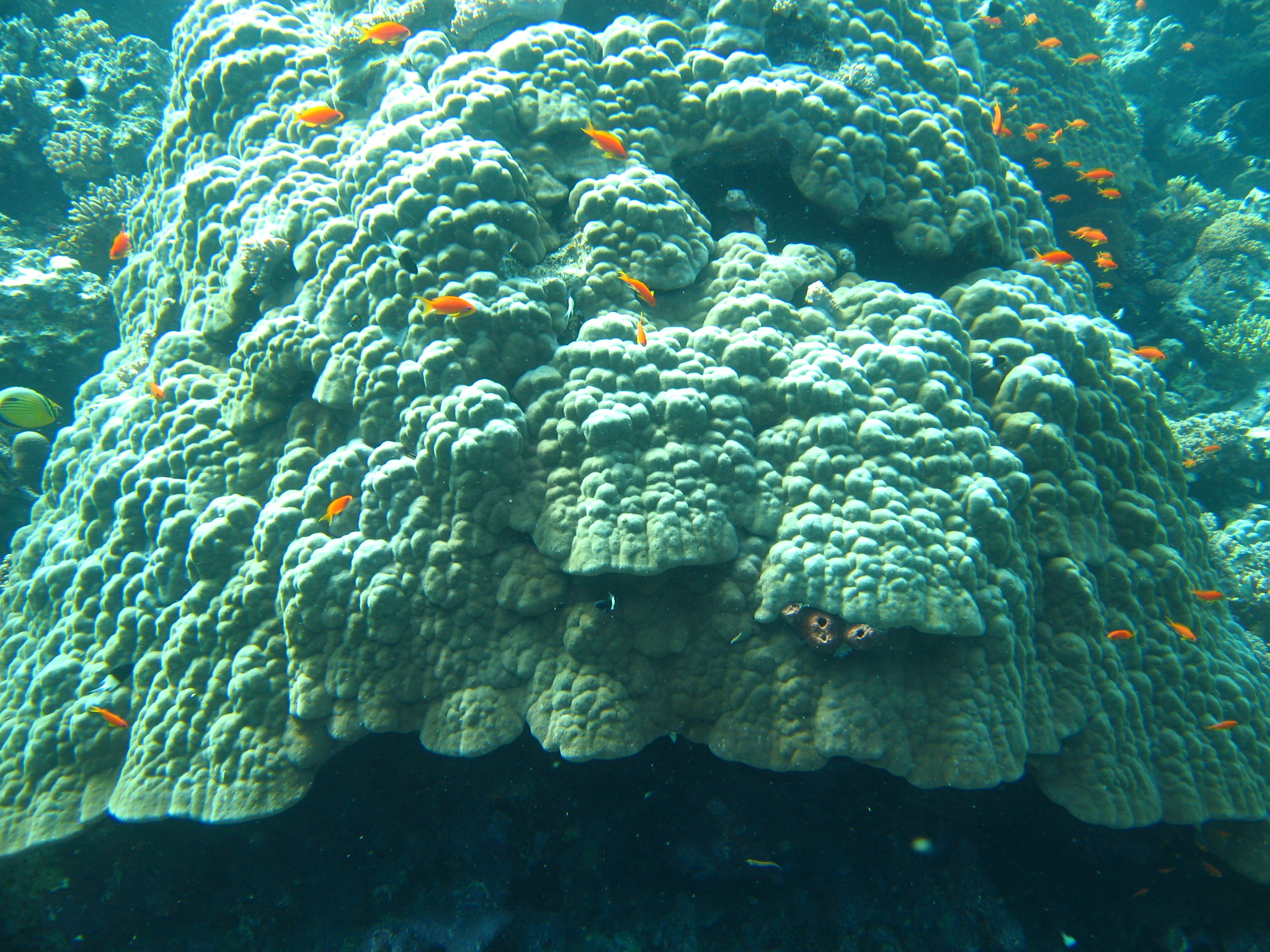
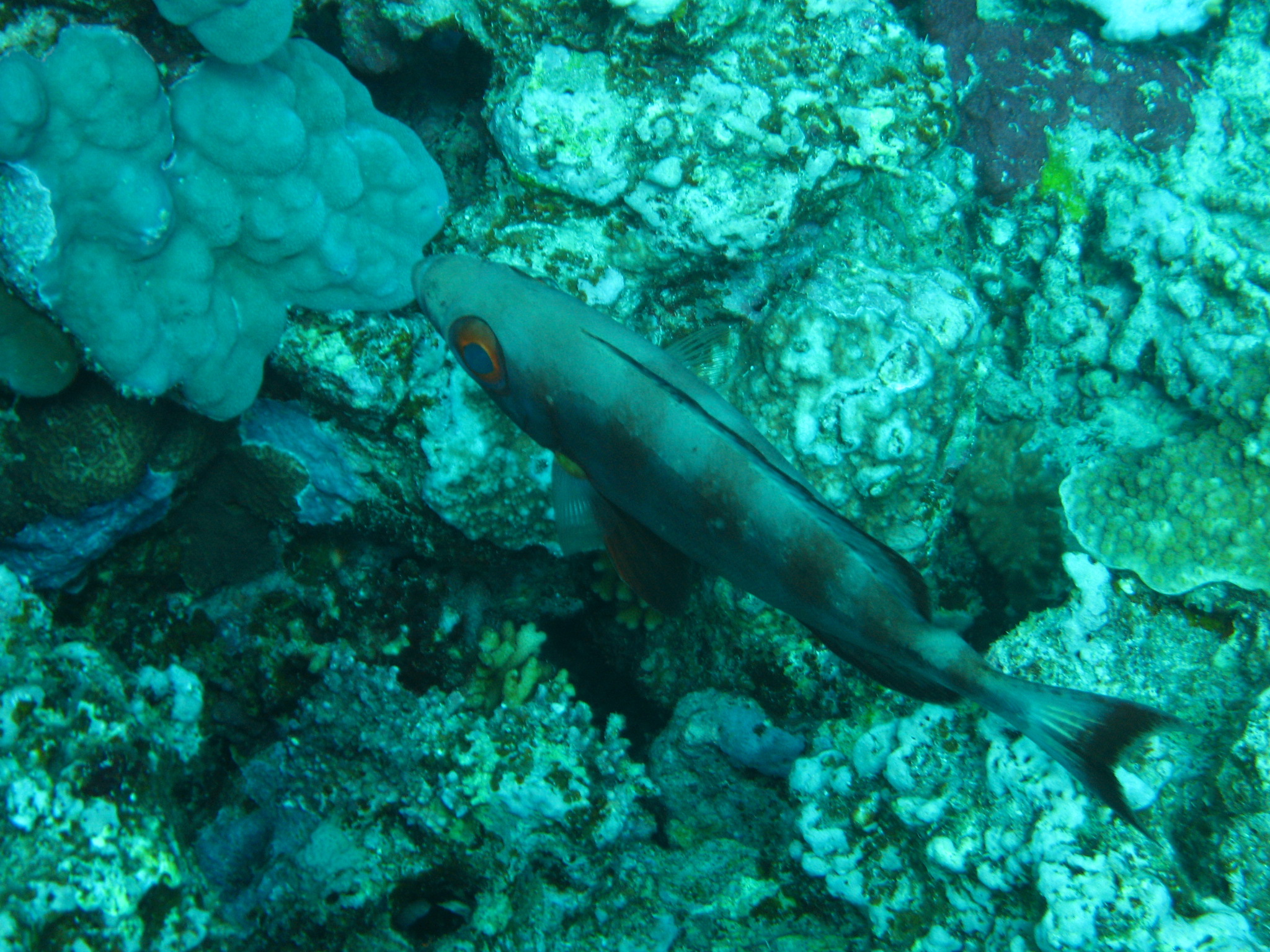
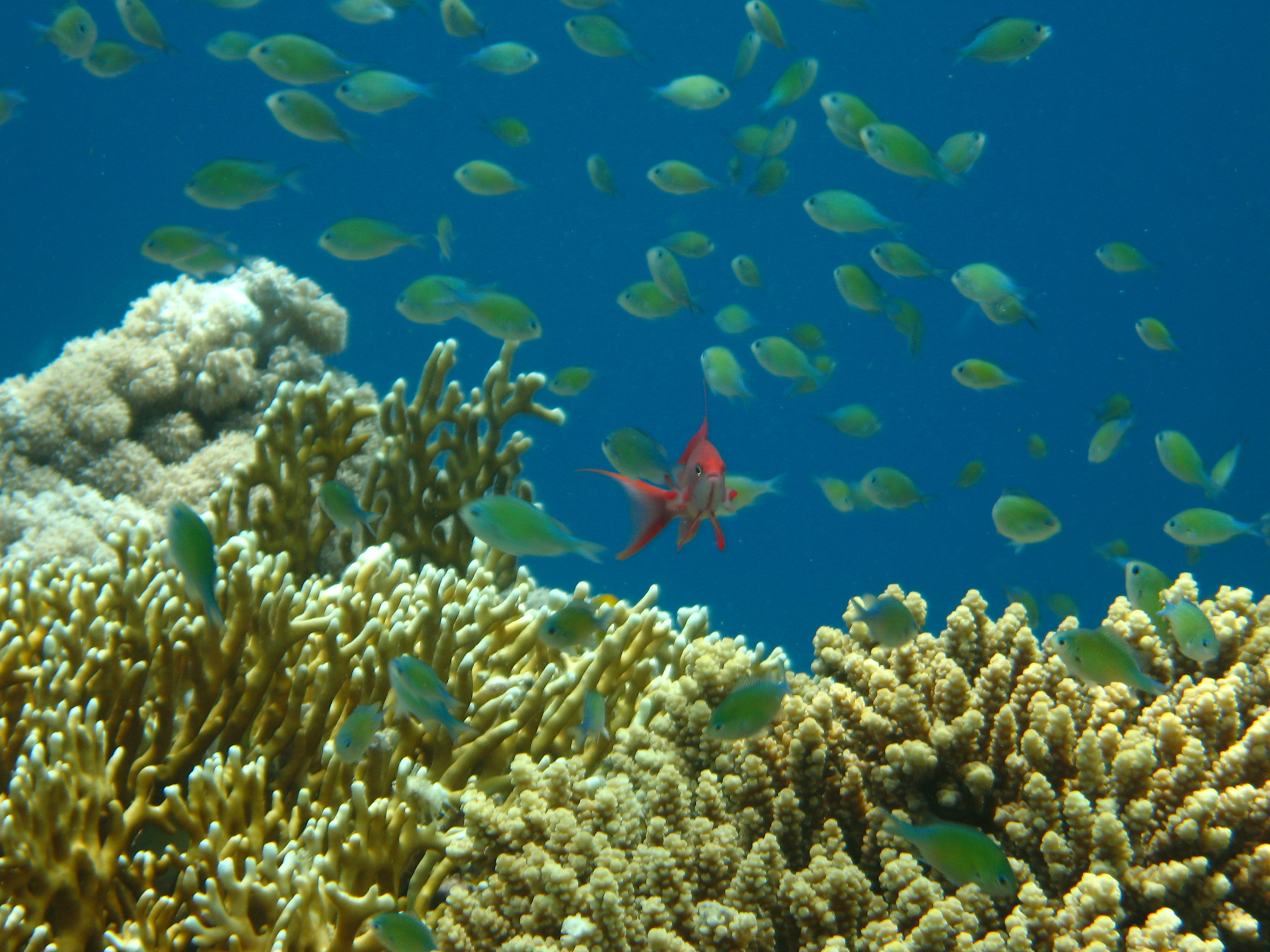
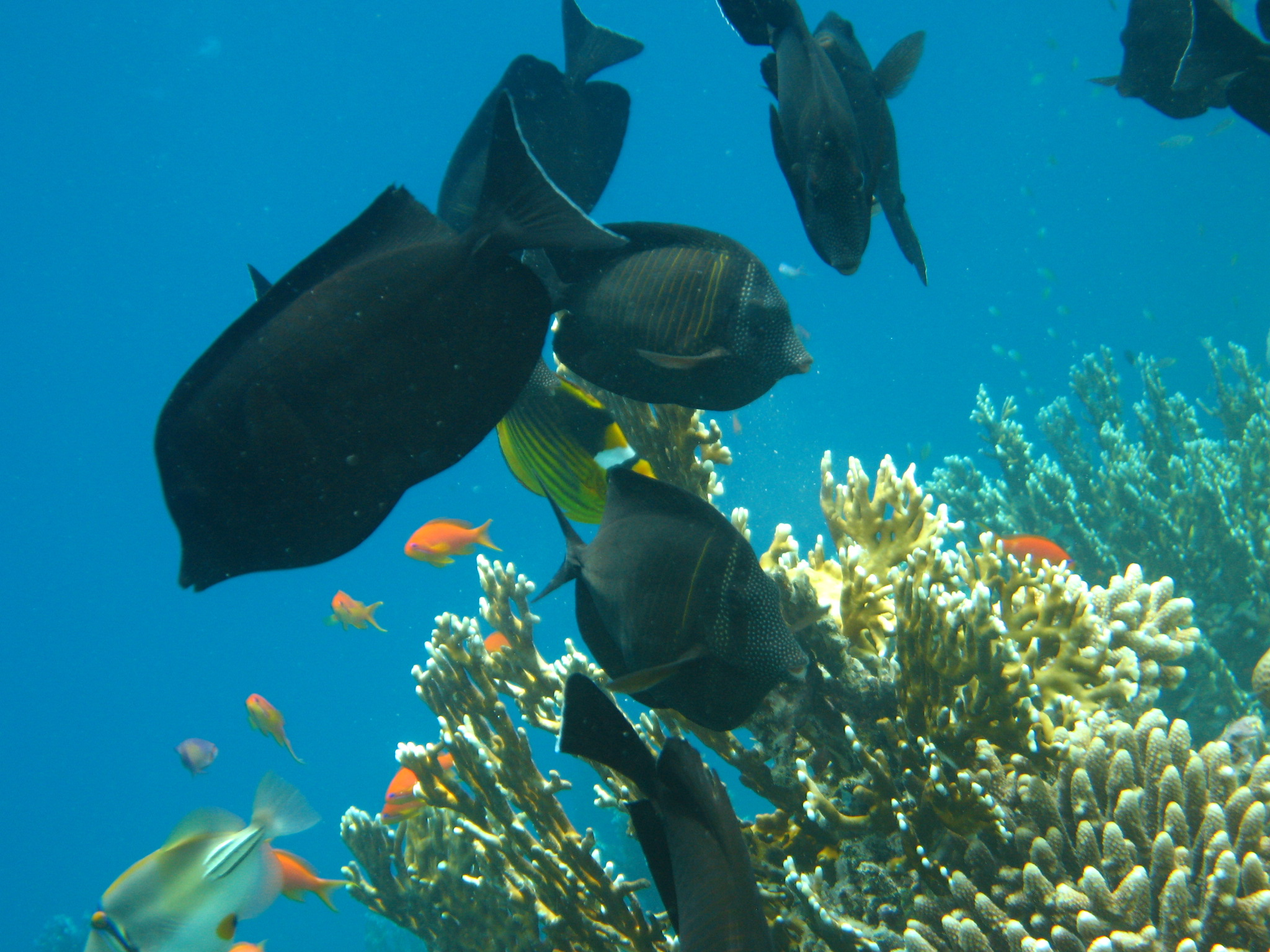
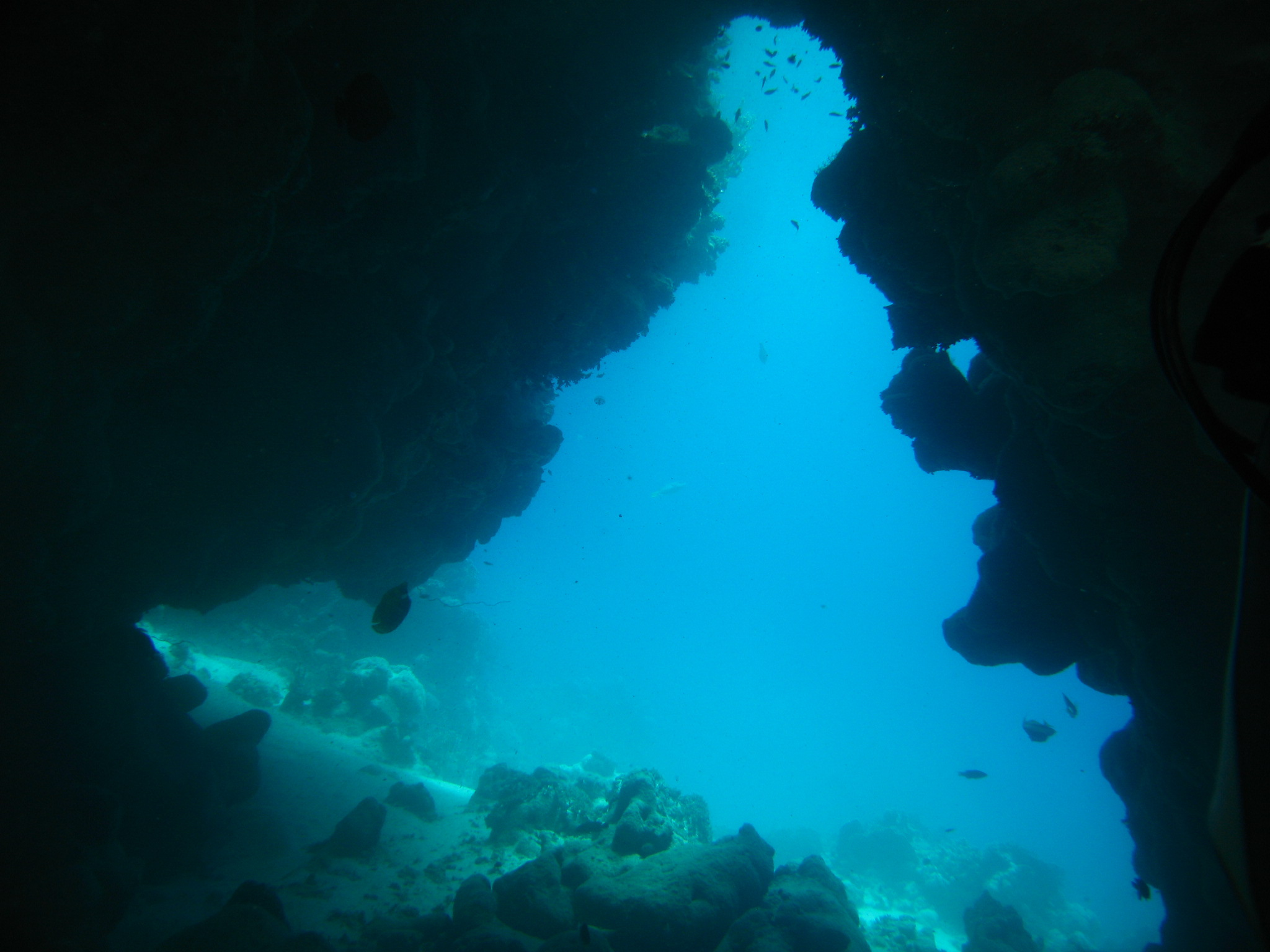
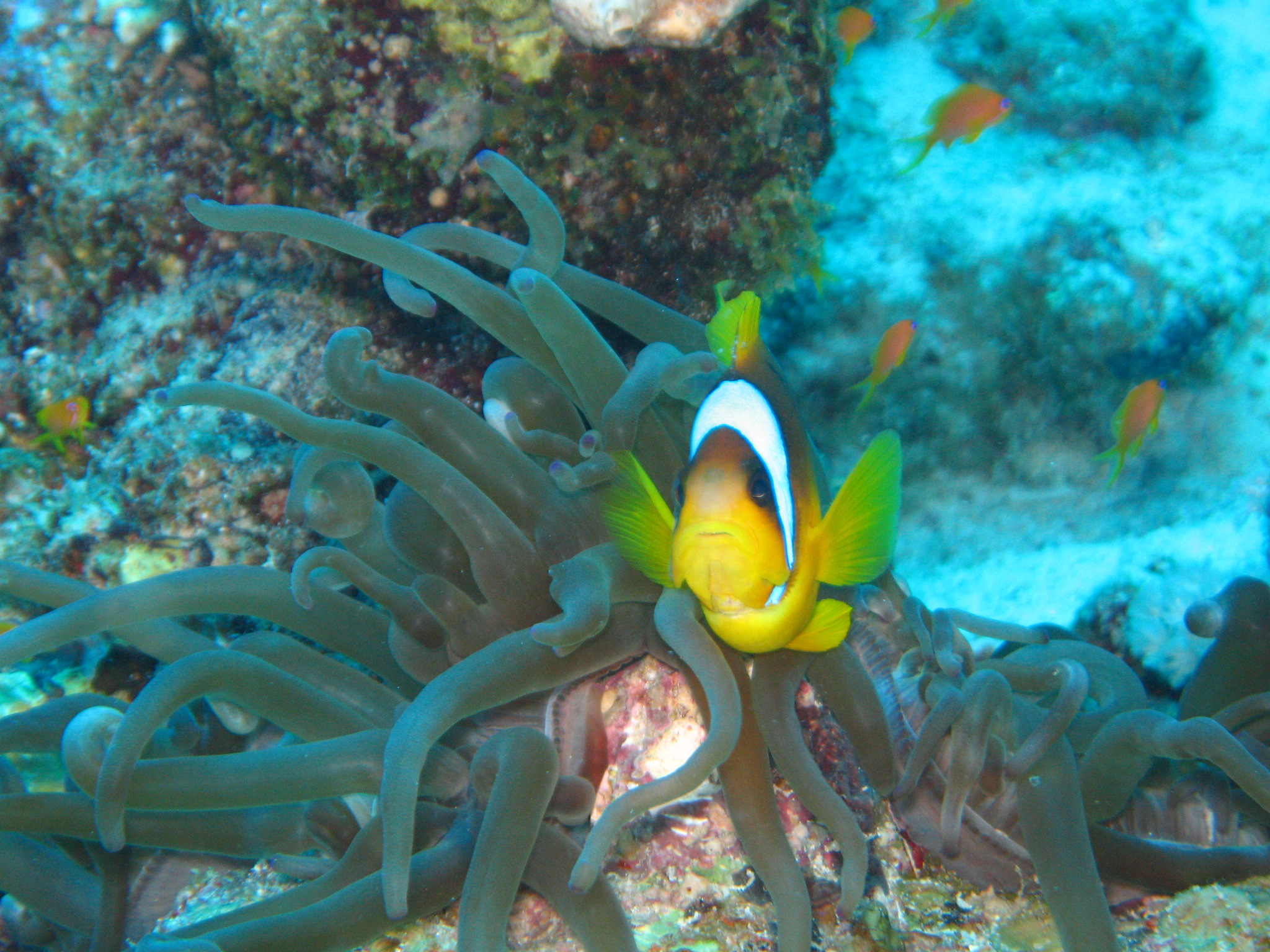
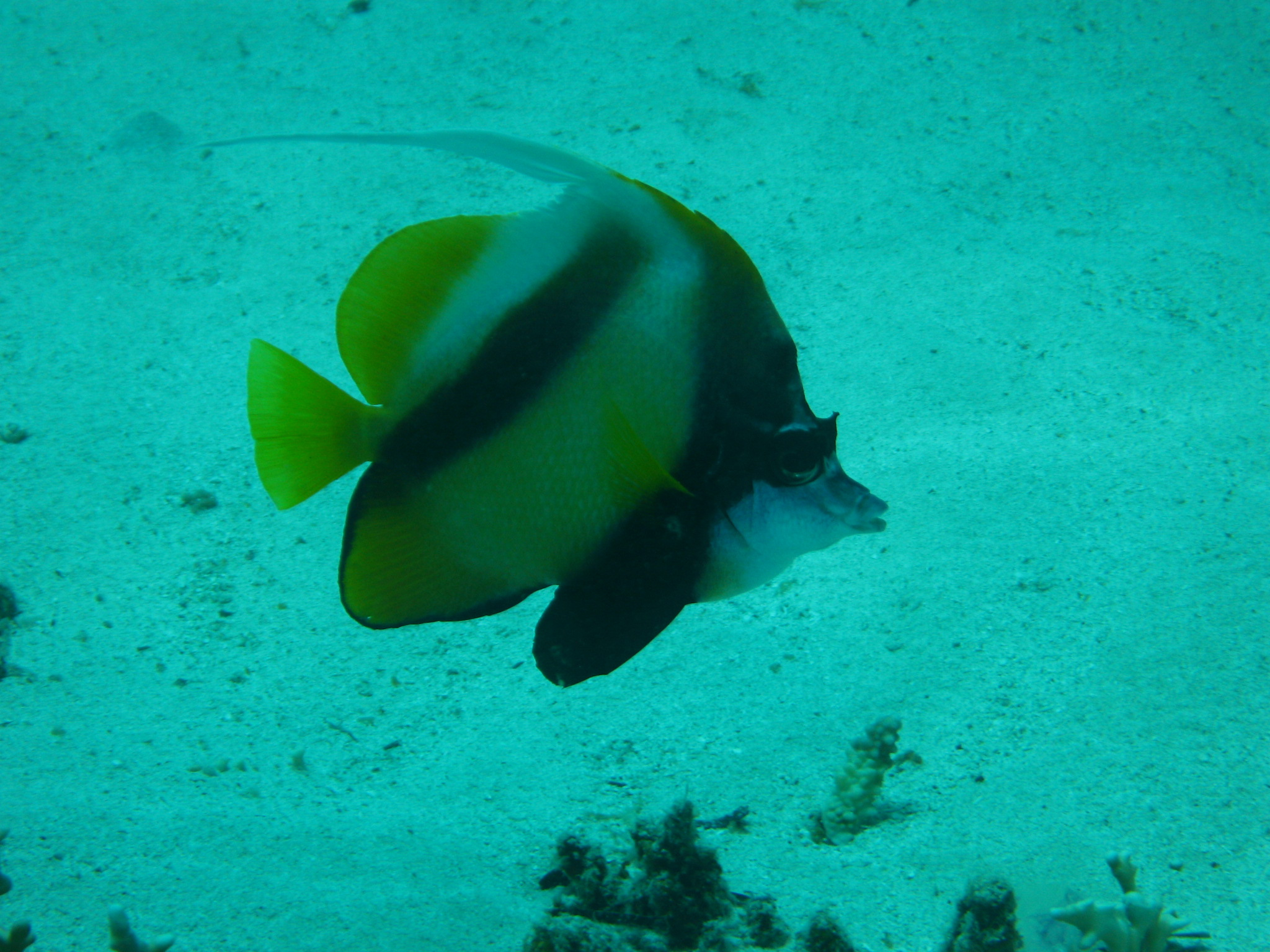
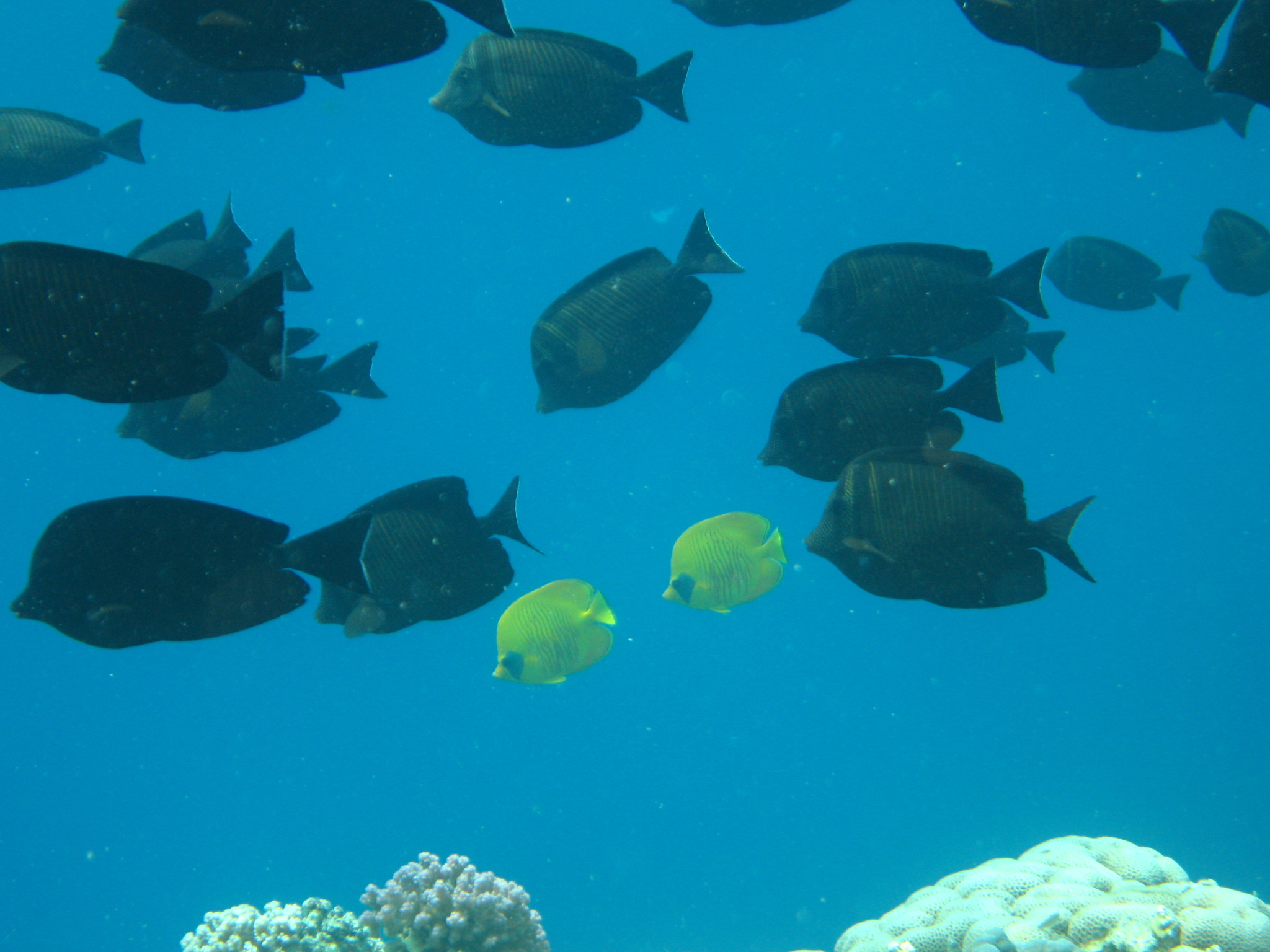
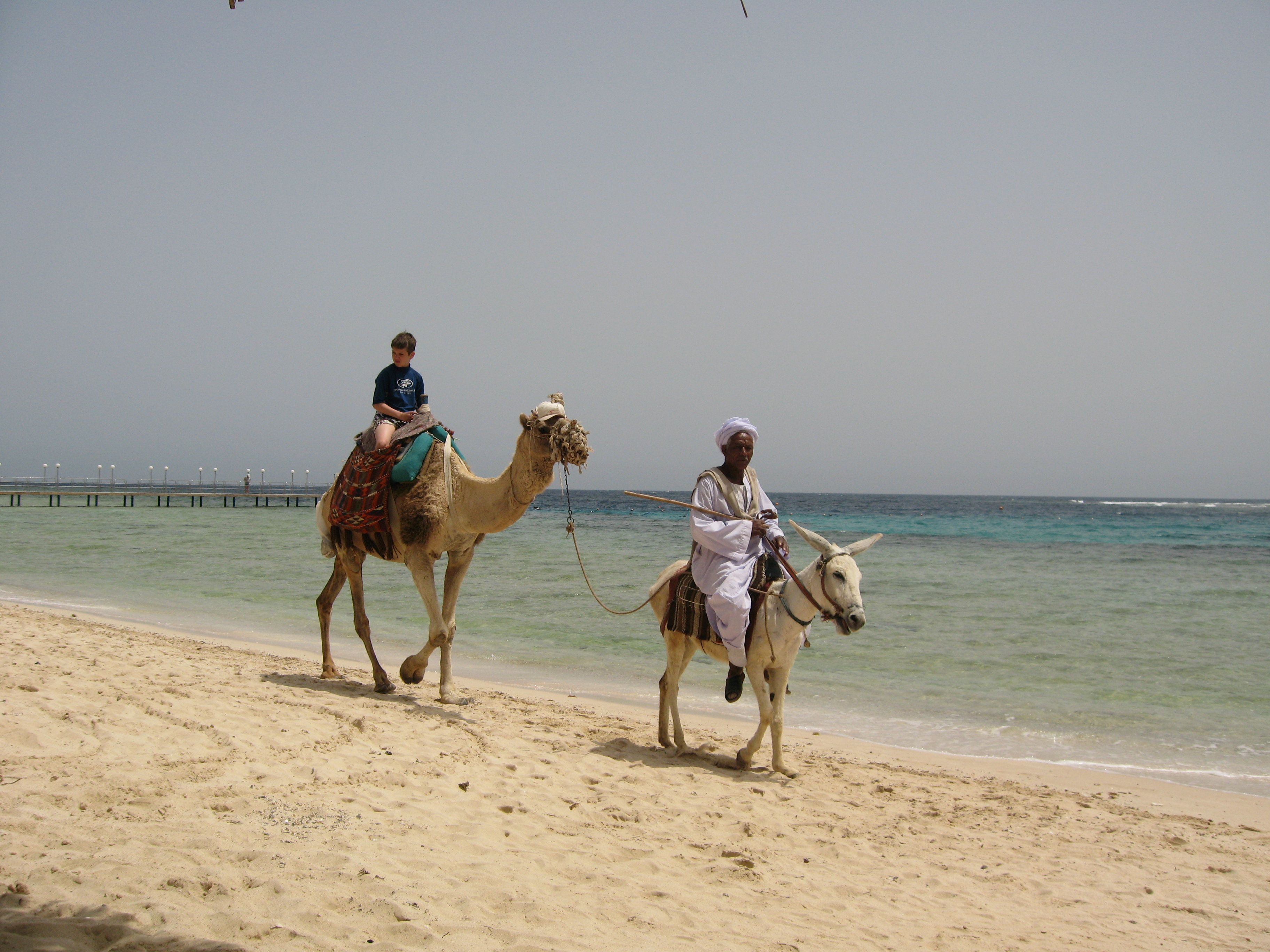
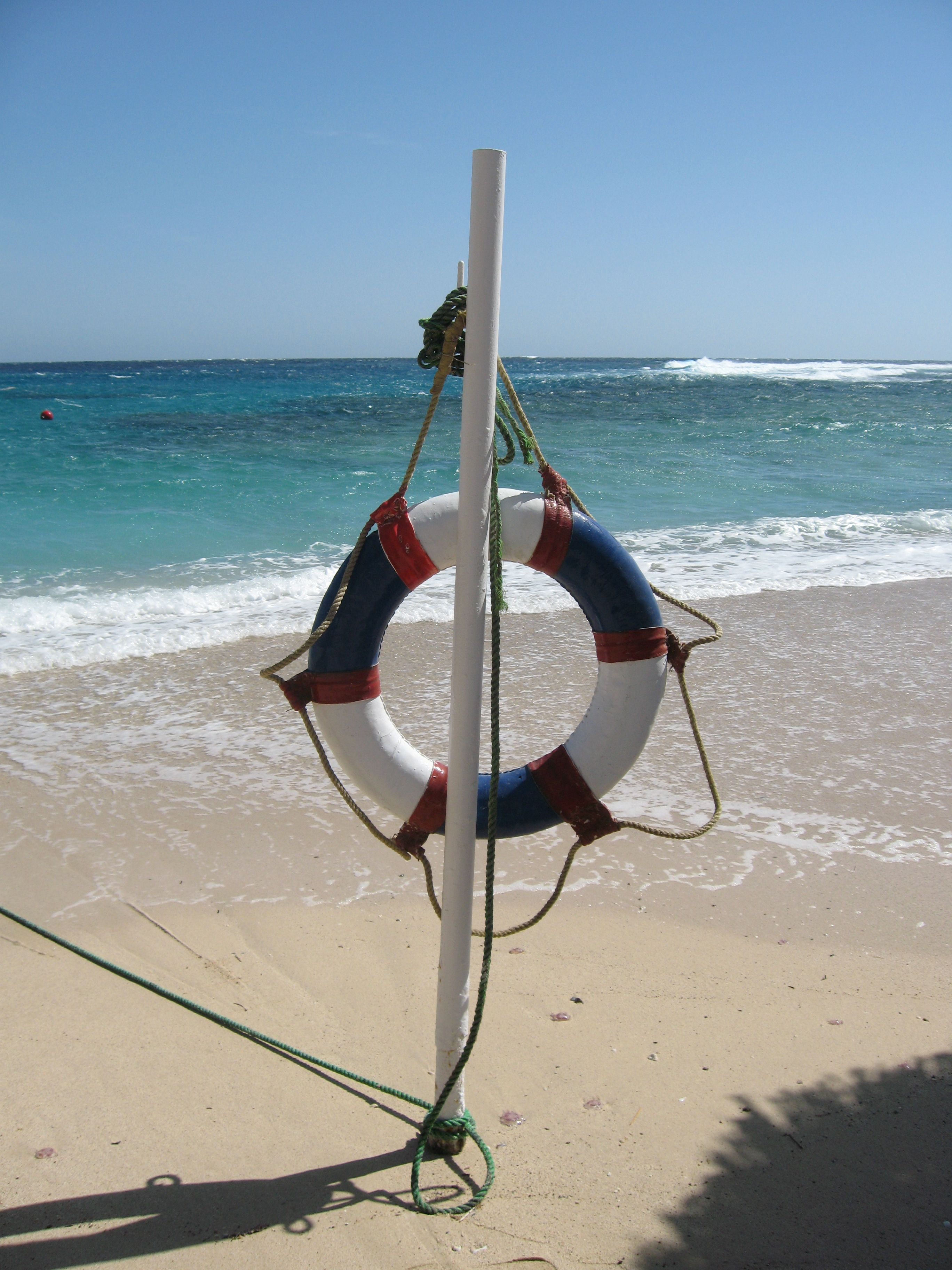
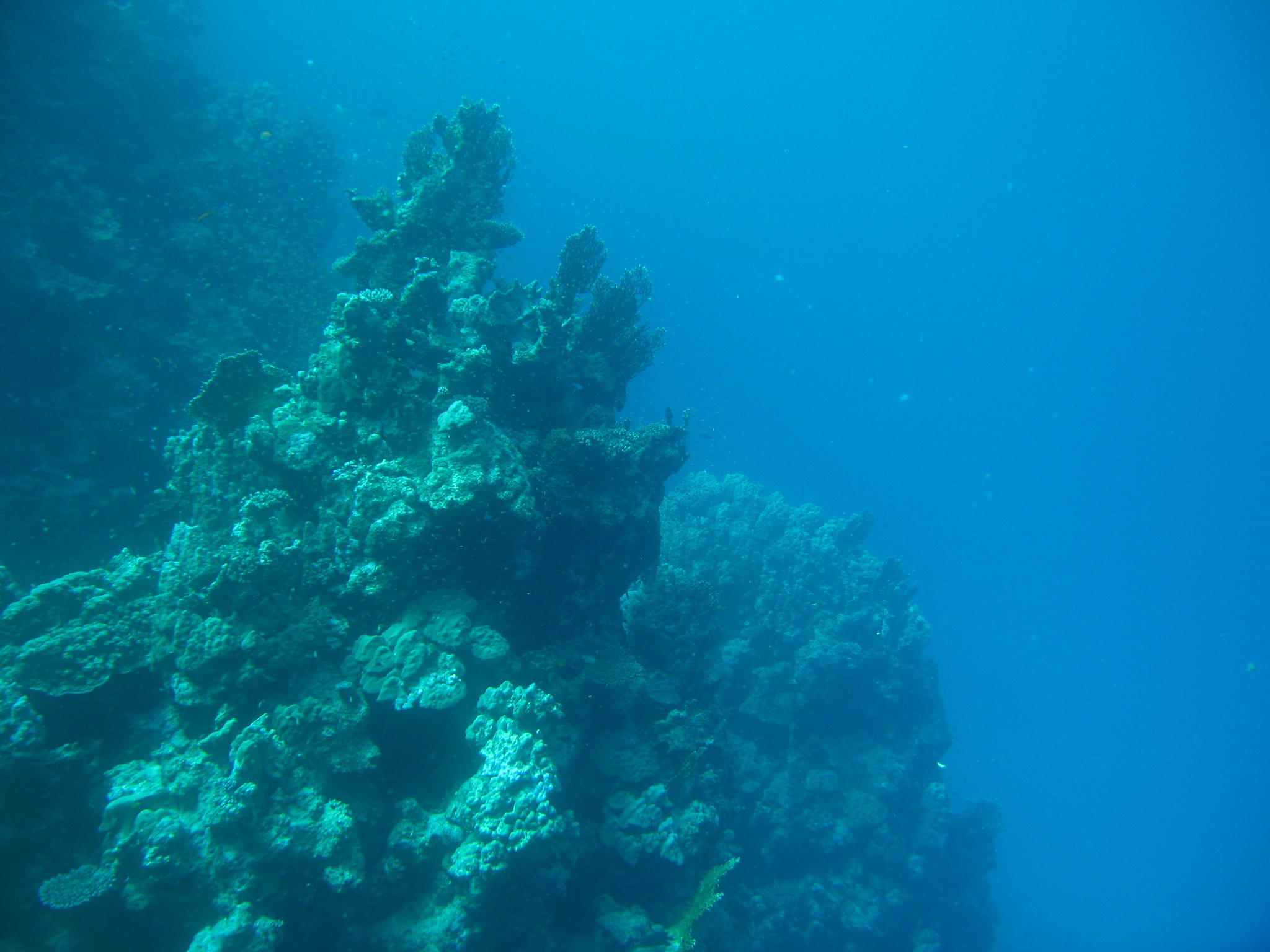
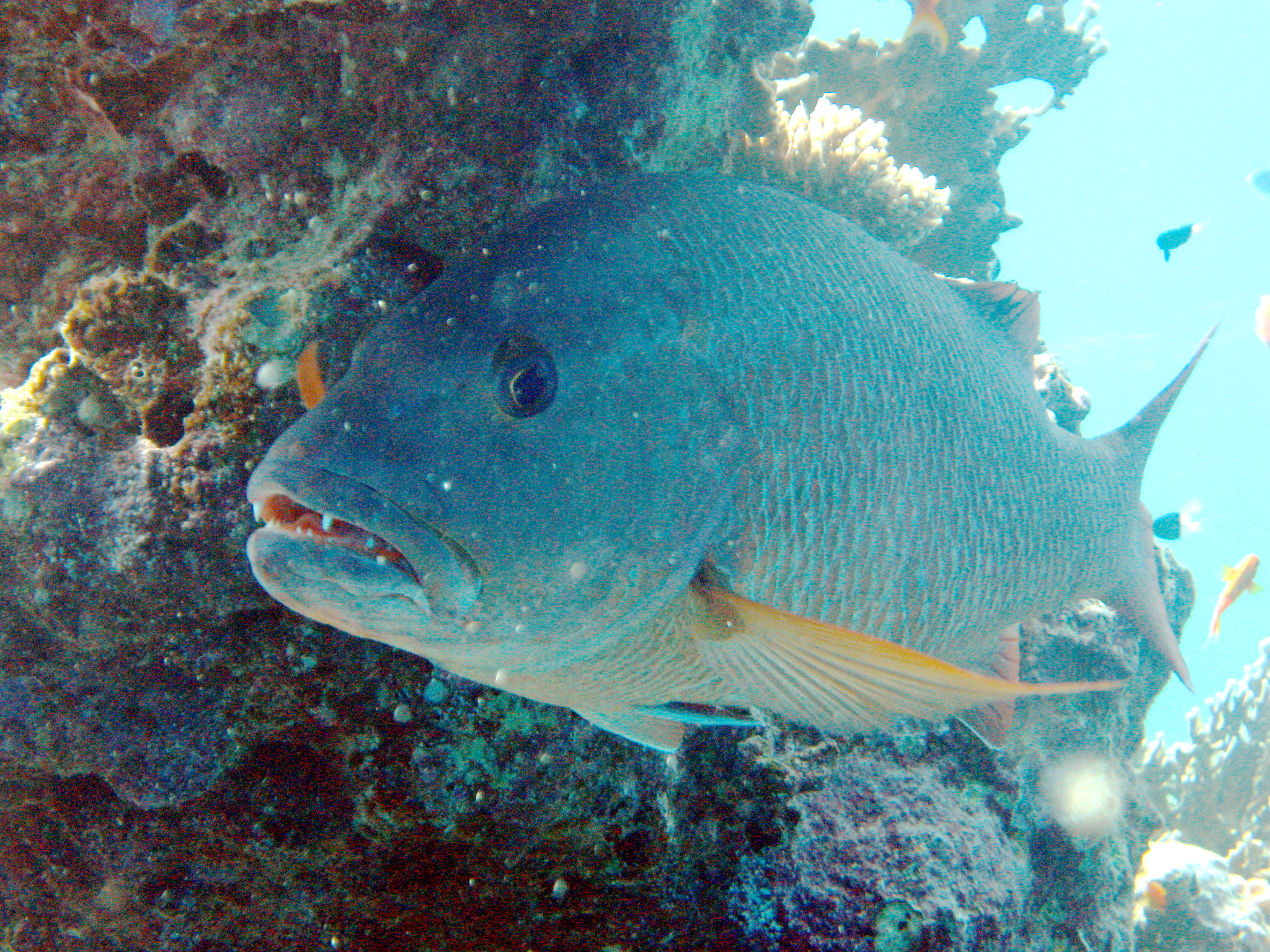
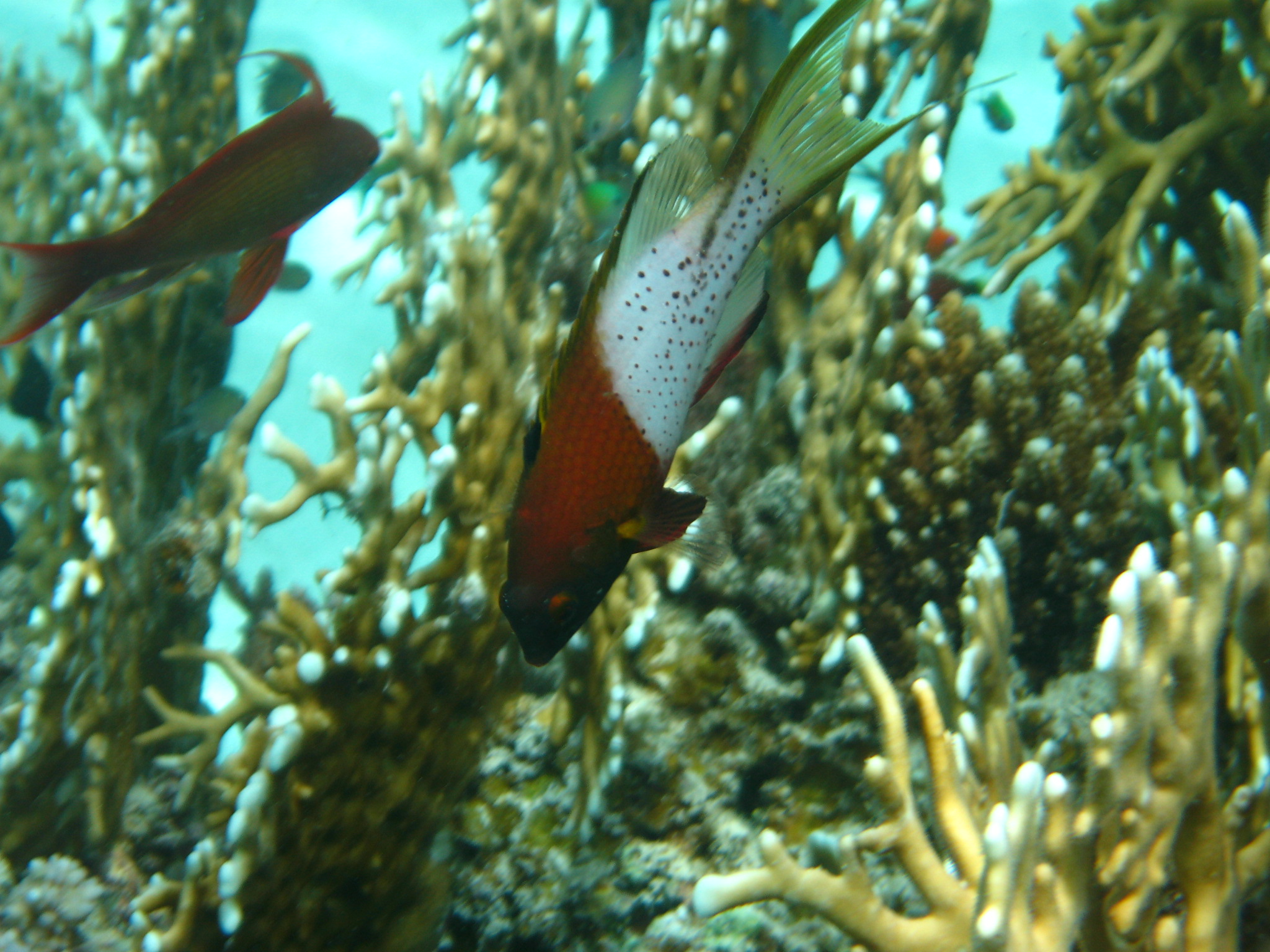
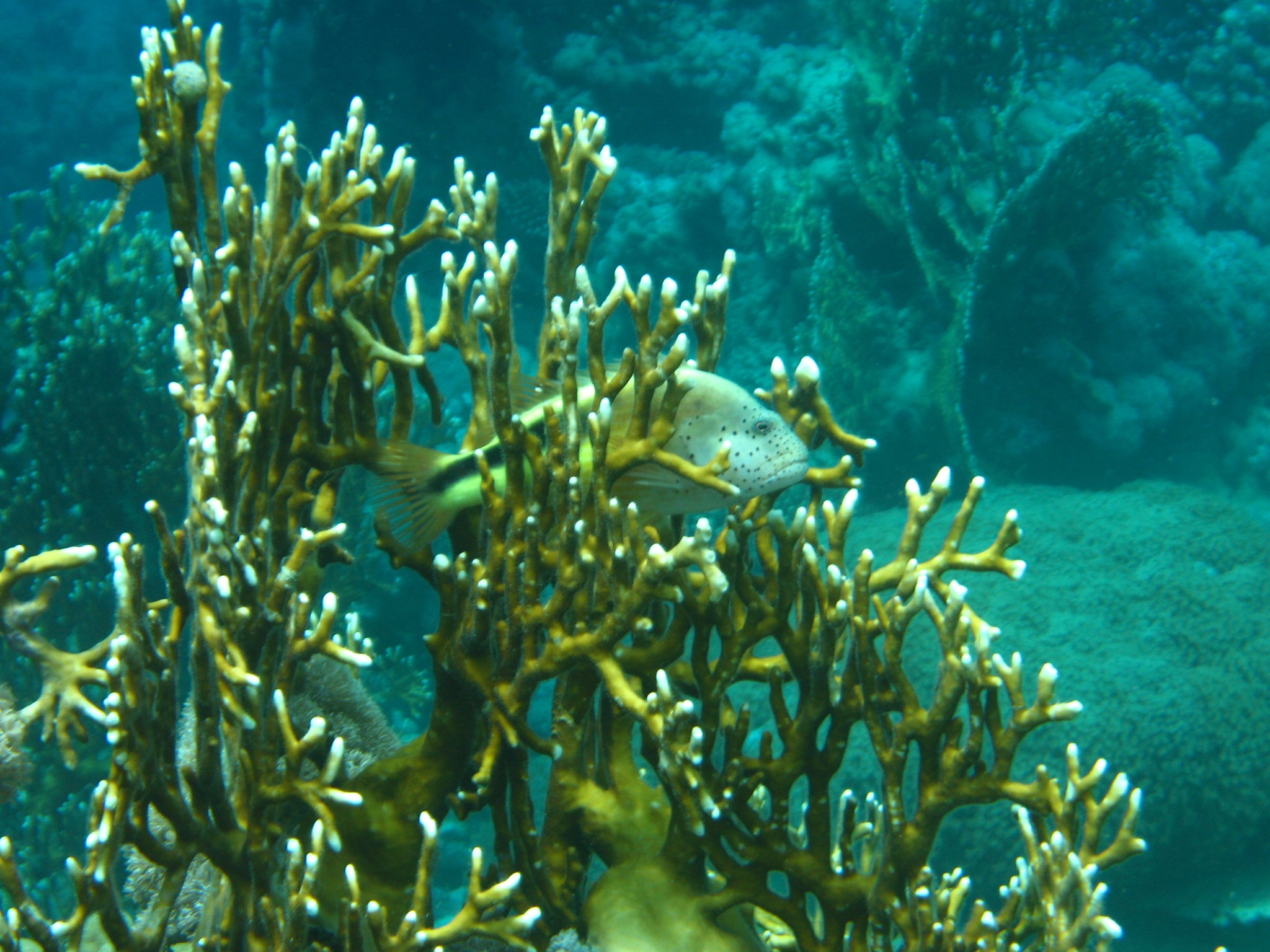
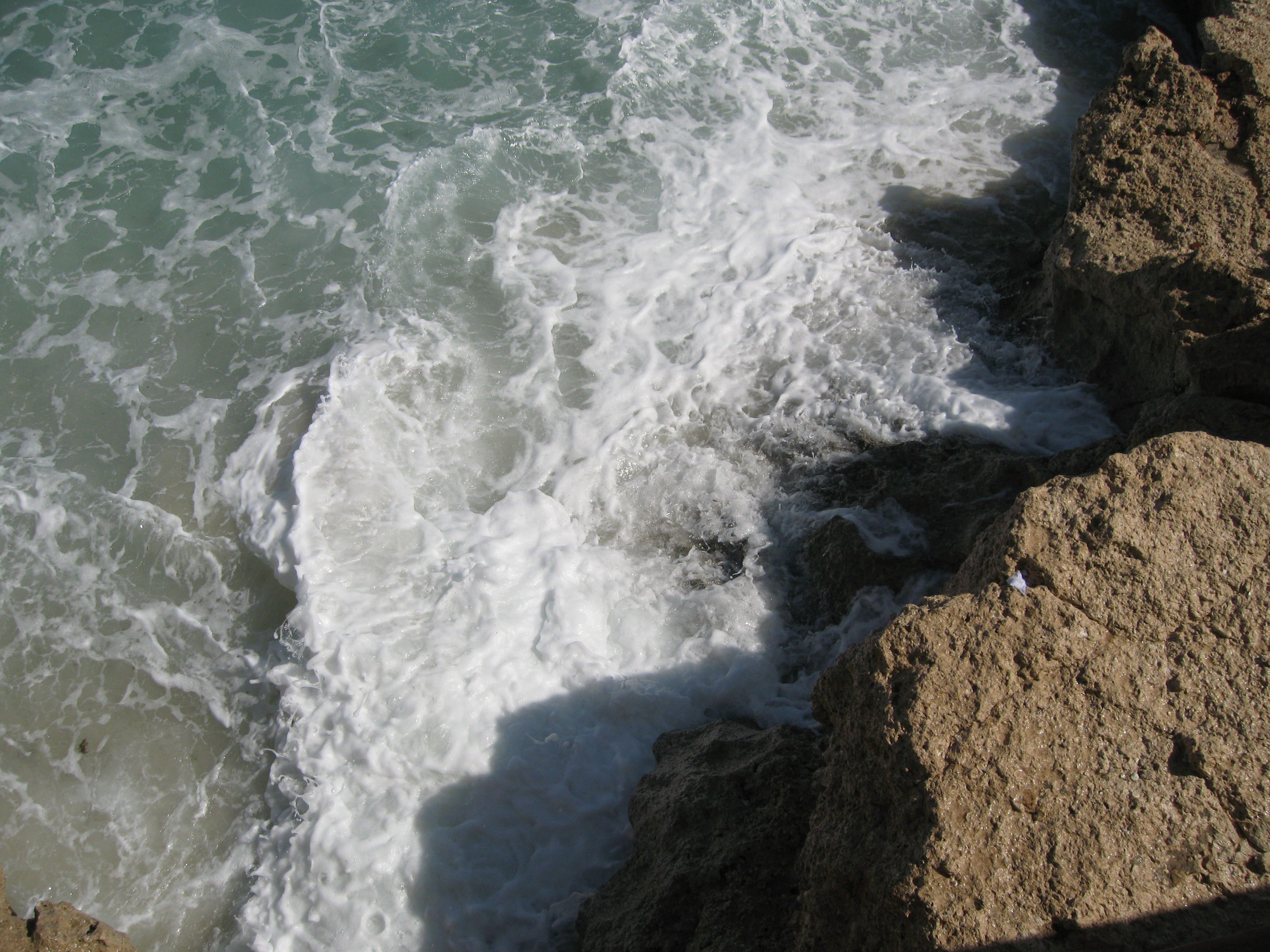
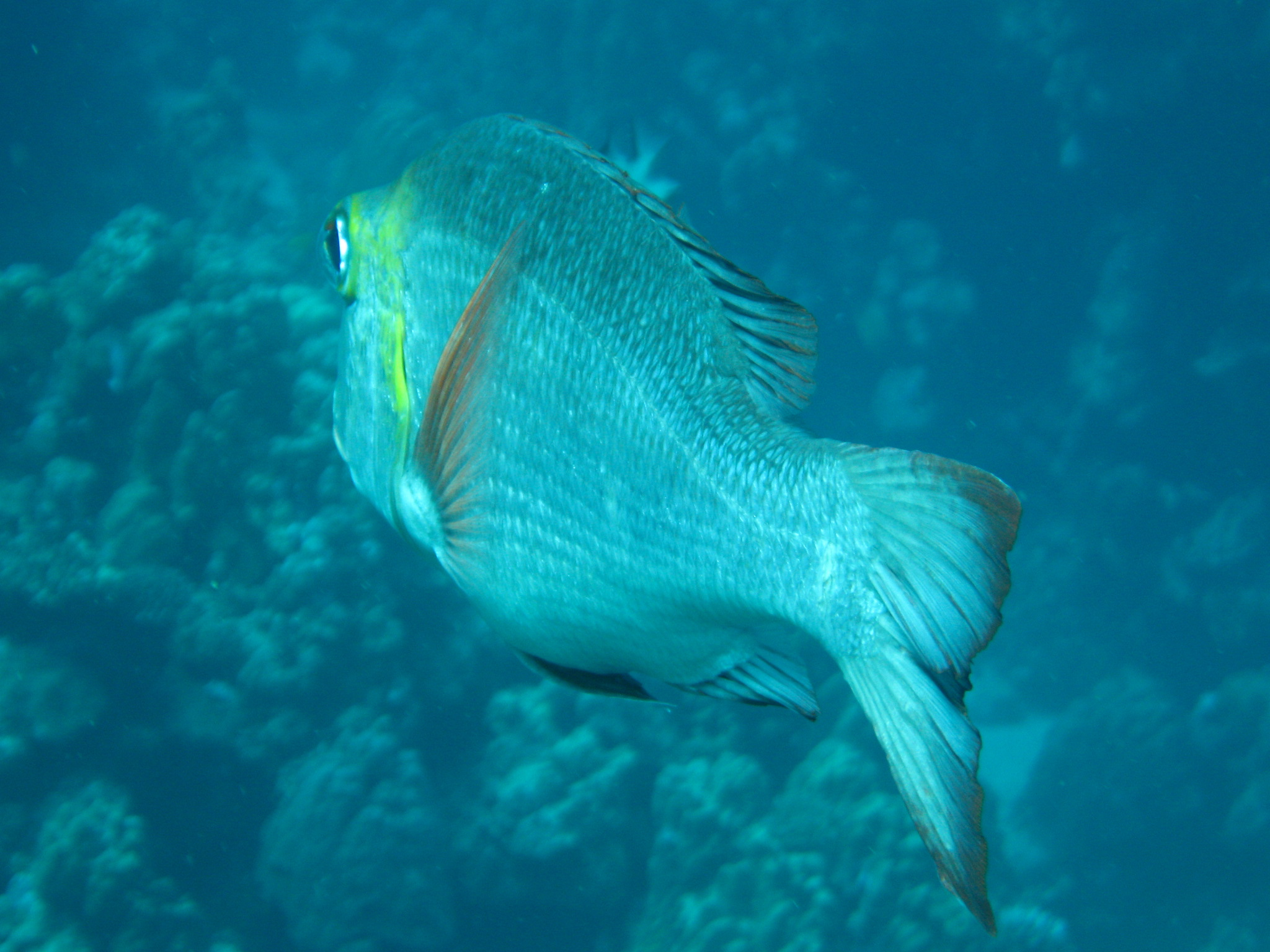
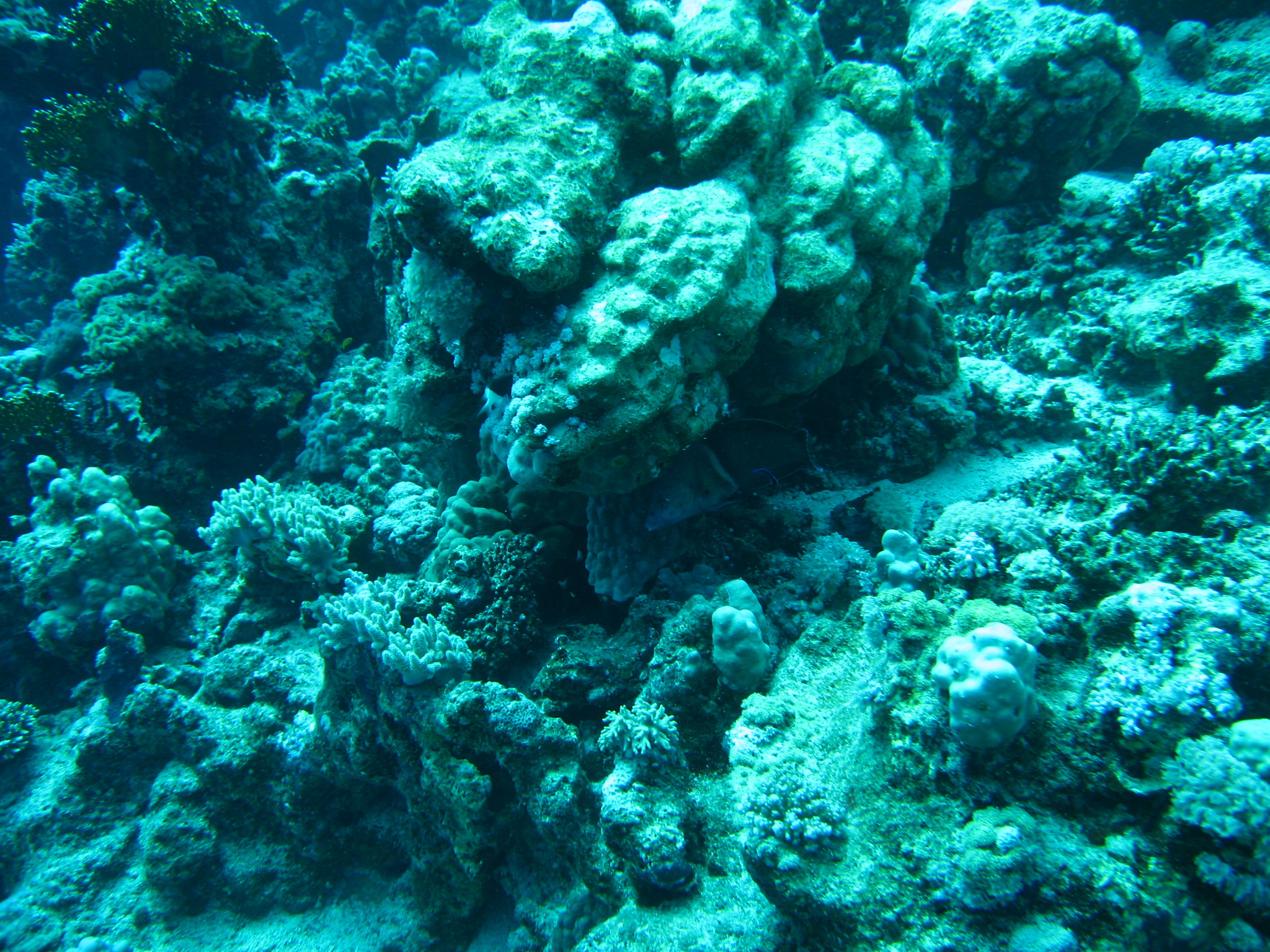
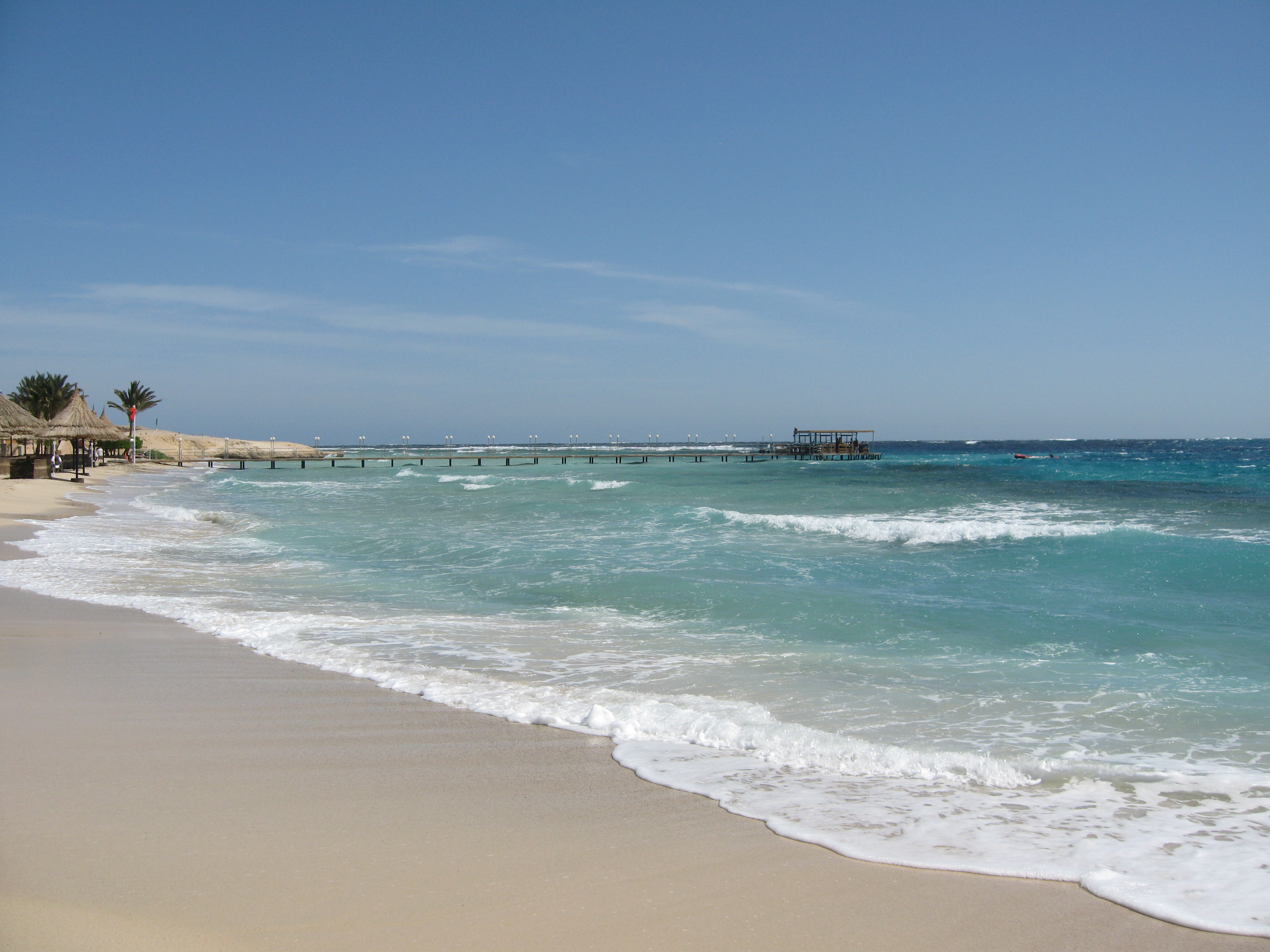
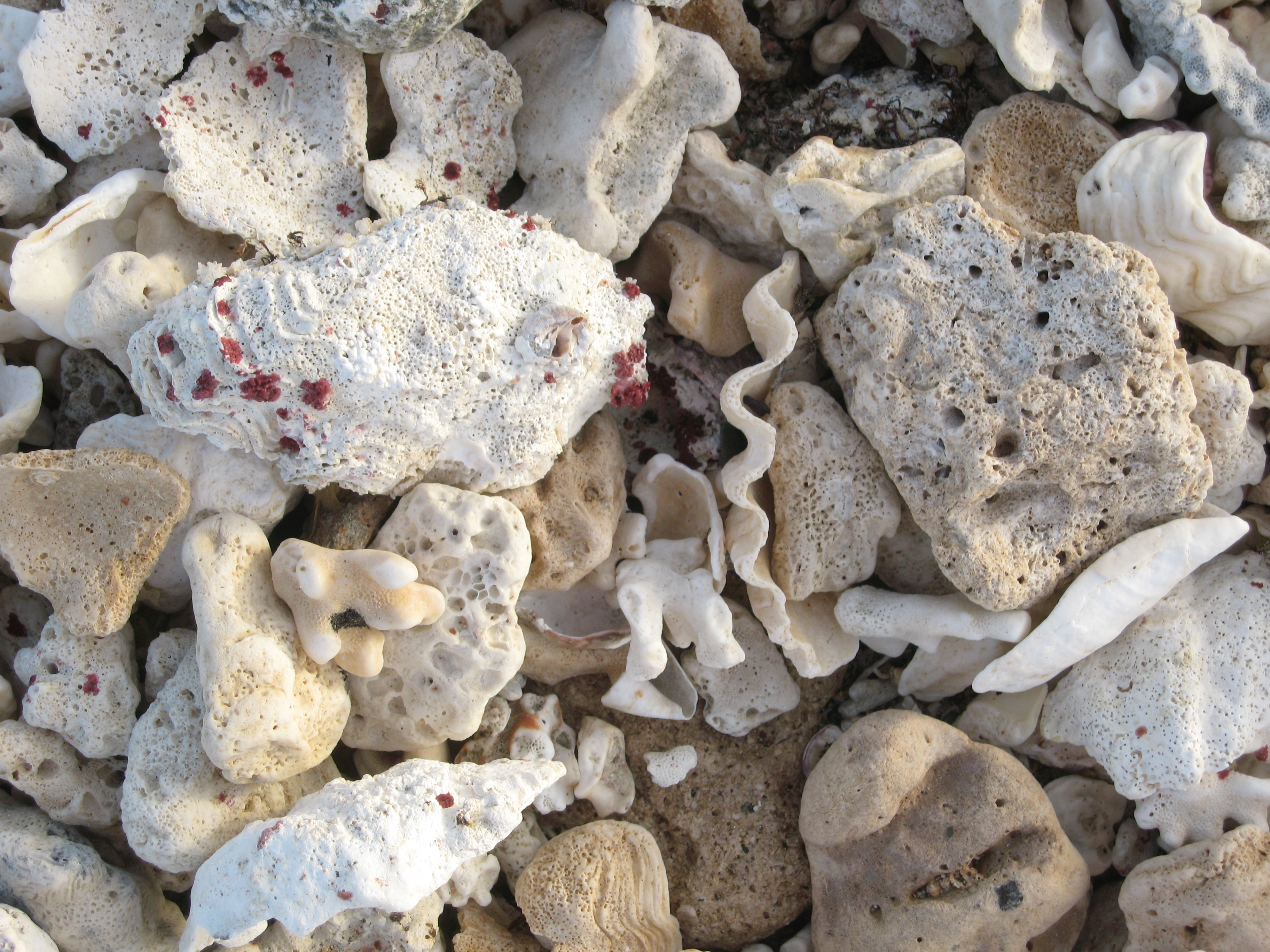

## وصلات خارجية
- موقع مدينة القصير بالبحر الأحمر